# Casa de Campo
La Casa de Campo es un área forestal declarada Bien de Interés Cultural como Sitio Histórico y se encuentra ubicado en Madrid, capital de España. Es el mayor parque público del municipio. Situado al oeste de la ciudad, pertenece al barrio administrativo de la Casa de Campo, en el distrito de Moncloa-Aravaca. Limita al sur con el distrito de Latina y al oeste con el término municipal de Pozuelo de Alarcón. El parque está prácticamente anexo al monte de El Pardo y tiene una extensión de 1722,6 hectáreas, incluyendo los terrenos del Club de Campo Villa de Madrid, que es parte de su superficie. Duplica la extensión del Bosque de Chapultepec, en Ciudad de México, del Bosque de Bolonia, en París, y casi también la del Parque Forestal de Monsanto, en Lisboa. Es cinco veces más grande que el Central Park de Nueva York y 6,5 veces más grande que el Hyde Park de Londres. Surge a partir de una casa de campo de origen renacentista, de la que toma su nombre, que fue propiedad histórica de la Corona Española y coto de caza de la realeza. Tras la proclamación de la Segunda República, fue cedido por el Estado al pueblo de Madrid el día 5 de mayo de 1931, estando desde entonces abierto al público.
El conjunto fue declarado Bien de Interés Cultural por la Comunidad de Madrid en 2010. La normativa del Plan General de Ordenación Urbana del Ayuntamiento de Madrid, de 1997, lo cataloga como parque histórico, junto con el parque del Retiro, el parque del Oeste, la Quinta de la Fuente del Berro, el parque de El Capricho, la Quinta de los Molinos, la Quinta de Vista Alegre, el Campo del Moro y el Real Jardín Botánico.
En su interior se encuentran diversas instalaciones, como el Parque de Atracciones, el zoológico, el teleférico (que conecta la Casa de Campo con el parque del Oeste, al otro lado del río Manzanares), parte de los recintos feriales de IFEMA, el pabellón multiusos Madrid Arena, la Venta de El Batán (lugar tradicional de exhibición de los toros en los días previos a su lidia en la plaza de Las Ventas) Cuenta con diferentes espacios deportivos.

## Historia

### Antecedentes

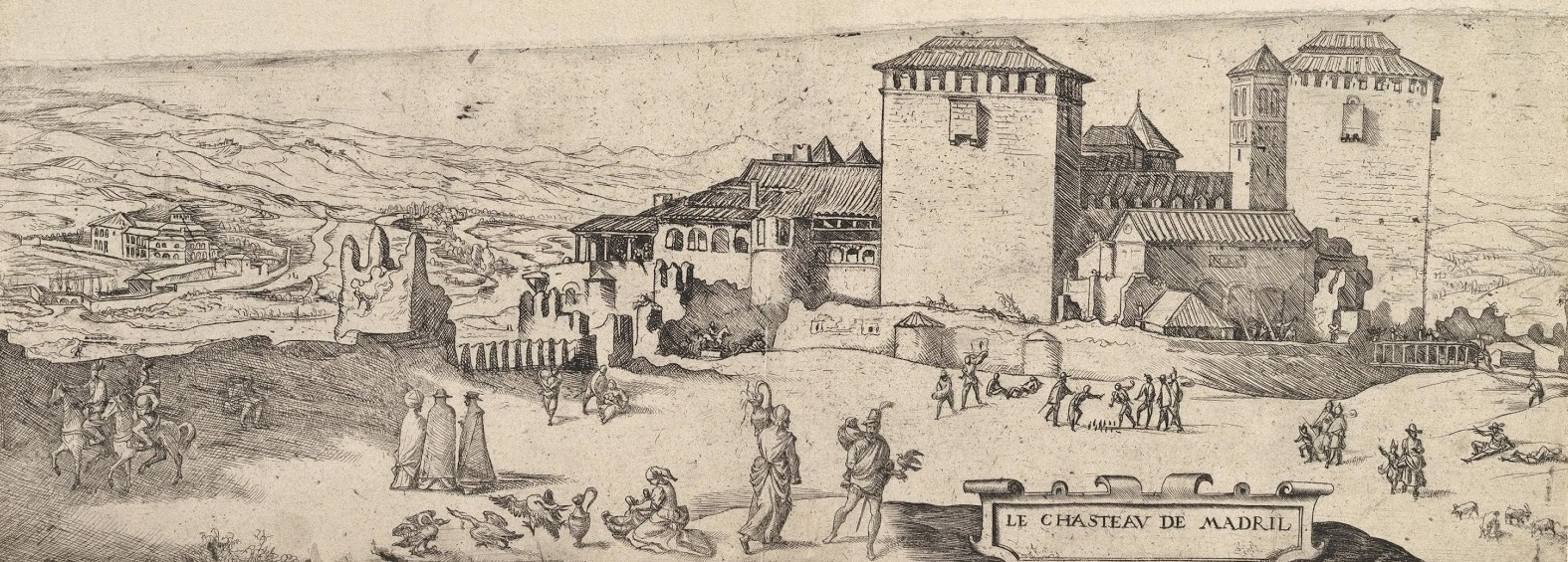
El Castillo de Madrid, de Jan Cornelisz Vermeyen (h. 1534), Museo Metropolitano de Arte de Nueva York. Se trata del primer dibujo en el que el Palacete de los Vargas queda representado (aparece en el tercio izquierdo)

El territorio actualmente ocupado por la Casa de Campo, como toda la margen derecha del río Manzanares, fue habitado por el ser humano desde el Paleolítico. Del Neolítico son característicos en la zona los fondos de cabaña.
En la época romana existieron diferentes asentamientos estables dentro de los límites del parque. El arqueólogo e ingeniero Eduardo Saavedra situó aquí la antigua Miacum (Miaccum, en otras grafías), una mansio romana que aparece en el Itinerario de Antonino, localizada en algún punto de la calzada que unía Titulcia y Segovia. Según este autor, el topónimo Meaques, con el que se conocía a un antiguo despoblado y que ahora se aplica a uno de los principales cursos de agua que cruzan la Casa de Campo, provendría del primitivo enclave romano. 
En la primera mitad del siglo XX fue descubierto un yacimiento romano dentro del parque, en las inmediaciones de la Puerta del Ángel y del arroyo de los Meaques, que, pese a que no fue suficientemente excavado, proporcionó abundantes materiales constructivos. Aunque diferentes investigadores lo asocian a Miacum, la interpretación más aceptada es que pueda tratarse de una villa romana, en línea a las que salieron a la luz en otros puntos de las riberas del Manzanares, donde estas construcciones fueron muy numerosas. En 2019 una nueva excavación dejó al descubierto interesantes restos arqueológicos romanos.
En la Avenida de Portugal, una vía trazada en 1957 a partir de terrenos que pertenecen a la Casa de Campo, se halló una necrópolis visigoda. Fueron encontradas fosas y cistas, con cuerpos depositados en decúbito supino y adornos personales, como hebillas de cinturón y fíbulas típicamente germánicas, datadas en el siglo VI.
En los siglos siglo VII y siglo VIII la zona estaba prácticamente despoblada. Con la dominación musulmana de la península ibérica y la fundación en el siglo IX de Mayrit (Madrid), a manos de Muhammad I, las tierras que hoy conforman la Casa de Campo quedaron supeditadas al carácter militar de la nueva fortaleza, concebida como un ribat para la defensa de Toledo, ante posibles incursiones cristianas. Es muy posible que su riqueza agrícola, forestal y cinegética fuese aprovechada por los habitantes de Mayrit.
En 1405, el rey Enrique III hizo construir una Casa Real en el Monte de El Pardo, uno de los cazaderos preferidos de la monarquía española. Este hecho animó a las principales casas nobiliarias madrileñas a comprar las tierras próximas al citado bosque, con objeto de incrementar su poder e influencia.
Entre los citados linajes se encontraba la Casa de los Vargas, que se hizo con varias propiedades en la margen derecha del río Manzanares, cercanas a El Pardo, para anexionarlas a las que ya tenía en Carabanchel. Sobre estas tierras se articularía, en tiempos de Felipe II, un Real Sitio, que daría lugar a lo que hoy conocemos como la Casa de Campo parque público actual.

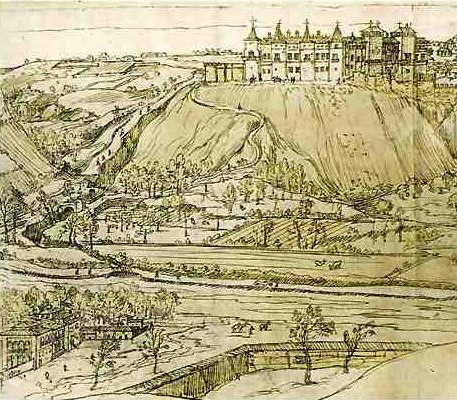
Fragmento de Vista de Madrid, de Anton Van der Wyngaerde (1562). Biblioteca Nacional de Austria, Viena. Puede verse el Real Alcázar y, en el ángulo inferior izquierdo, la Casa-palacete de los Vargas, junto al tramo final del arroyo de los Meaques

#### Austrias mayores
La Casa de Campo de los Vargas se originó como tal en 1519, cuando Francisco de Vargas y Medina, señor de la Casa de Vargas, miembro del Consejo de Castilla y privado de los Reyes Católicos y del emperador Carlos I, mandó construir una residencia en las riberas del río Manzanares, junto a la desembocadura del arroyo de los Meaques, en terrenos que eran propiedad de su linaje. Se trataba de una casa de campo, en la línea de las villas y casinos italianos, cuya función recreativa explica el topónimo que ha llegado a nuestros días.
Invitado por su privado, el emperador Carlos I pasó largas temporadas en el Palacio de los Vargas y es posible que en él viviera durante algún tiempo el rey Francisco I de Francia, mientras estuvo cautivo en Madrid entre 1525 y 1526.
Antes de que en 1561 estableciera la capitalidad en Madrid, Felipe II ya había fijado su atención en la Casa de Campo para construir un jardín para el Alcázar, habida cuenta su cercanía, el edificio que a la postre se convertiría en la residencia oficial de la familia real y en la sede permanente de los órganos de gobierno. 
Su intención era contar con un jardín a semejanza de las cortes europeas. Equivocadamente se dice que Felipe II quería un cazadero, cosa que no es cierta, ya que durante su reinado y hasta el advenimiento de los Borbones la Casa de Campo era de pequeñas dimensiones.
Para la constitución de este espacio, mandó comprar las fincas próximas al Real Alcázar, tanto las situadas en los barrancos de su fachada occidental (lo que daría lugar a El Bosque de Sagra, el posterior Campo del Moro), como las que estaban al otro lado del río Manzanares, en la zona del Palacio de los Vargas.
La ordenación de estos territorios se hizo a partir de los principios de la naturaleza urbanizada, un modelo paisajístico también presente en los Reales Sitios de Aranjuez y El Escorial, así como en La Granjilla de la Fresneda, que implica la conjunción compositiva de la ciudad, de su entorno ajardinado y de la comarca.
Aunque el proceso de anexiones dio comienzo en 1552 con la adquisición de los primeros terrenos en el Camino de Aravaca, su verdadero impulso no se produjo hasta 1559, cuando el rey desde Bruselas dio instrucciones a su secretario Juan Vázquez de Molina, para que se hiciera con diferentes parcelas de los Vargas. En 1561 pudo procederse a la compra de la casa-palacio, de la que según consta en Real Cédula, era propietario entonces la viuda de Fadrique de Vargas, Antonia Manrique de Valencia. Las anexiones continuaron hasta 1583.

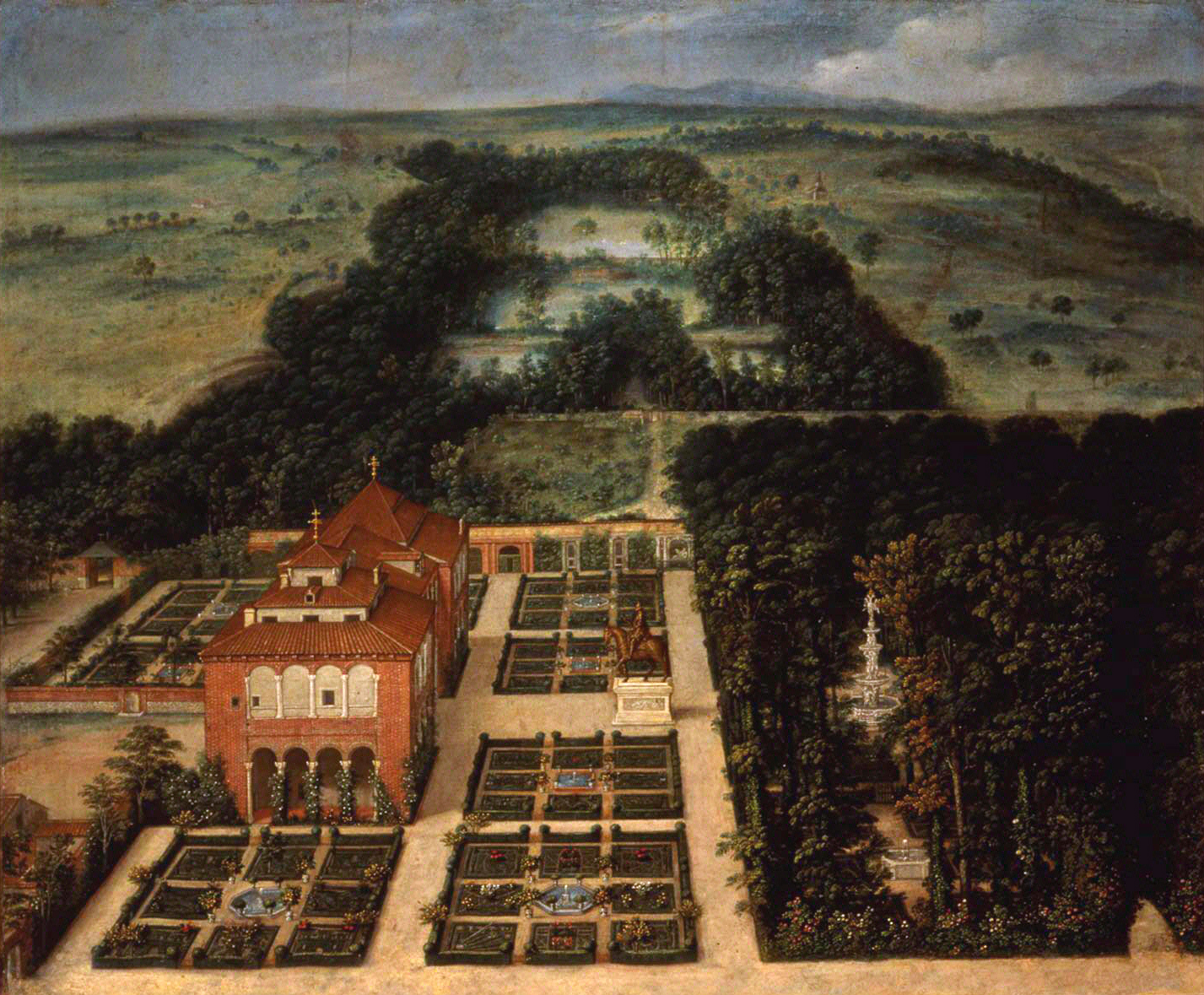
Paisaje de la Casa de Campo, de Félix Castello (1634), Museo de Historia de Madrid. Puede verse el Palacete de los Vargas con sus jardines; entre los elementos ornamentales, destacan la estatua ecuestre de Felipe III (hoy en la Plaza Mayor de Madrid), la Fuente del Águila y los estanques que aparecen al fondo

Entre 1561 y 1567 la posesión fue transformada a partir de un proyecto paisajístico del arquitecto Juan Bautista de Toledo, que significó la introducción de modelos renacentistas italianos por primera vez en la historia de la jardinería española. El citado plan contemplaba la creación de tres grandes tipos de espacios, diferenciados por su funcionalidad: las huertas (destinadas al abastecimiento), los jardines propiamente dichos (concebidos como espacios de recreo personal. 
Jerónimo de Algora, un ingeniero y jardinero de origen napolitano, que estaba trabajando en el Real Sitio de Aranjuez, fue llamado para dirigir las obras de los Jardines Reservados de la Casa de Campo. No solo se limitó a ejecutar el diseño de Juan Bautista de Toledo, sino que también pudo tener un destacado papel como tracista, según se desprende de una carta escrita por el propio Felipe II. Por su parte, el monarca también tuvo una implicación directa en el proyecto, que fue más allá de la mera supervisión; participó activamente en su concepto e inspiró su composición típicamente renacentista, como un espacio abierto al mundo exterior, contrapuesto al planteamiento cerrado y recogido de los jardines medievales anteriores.

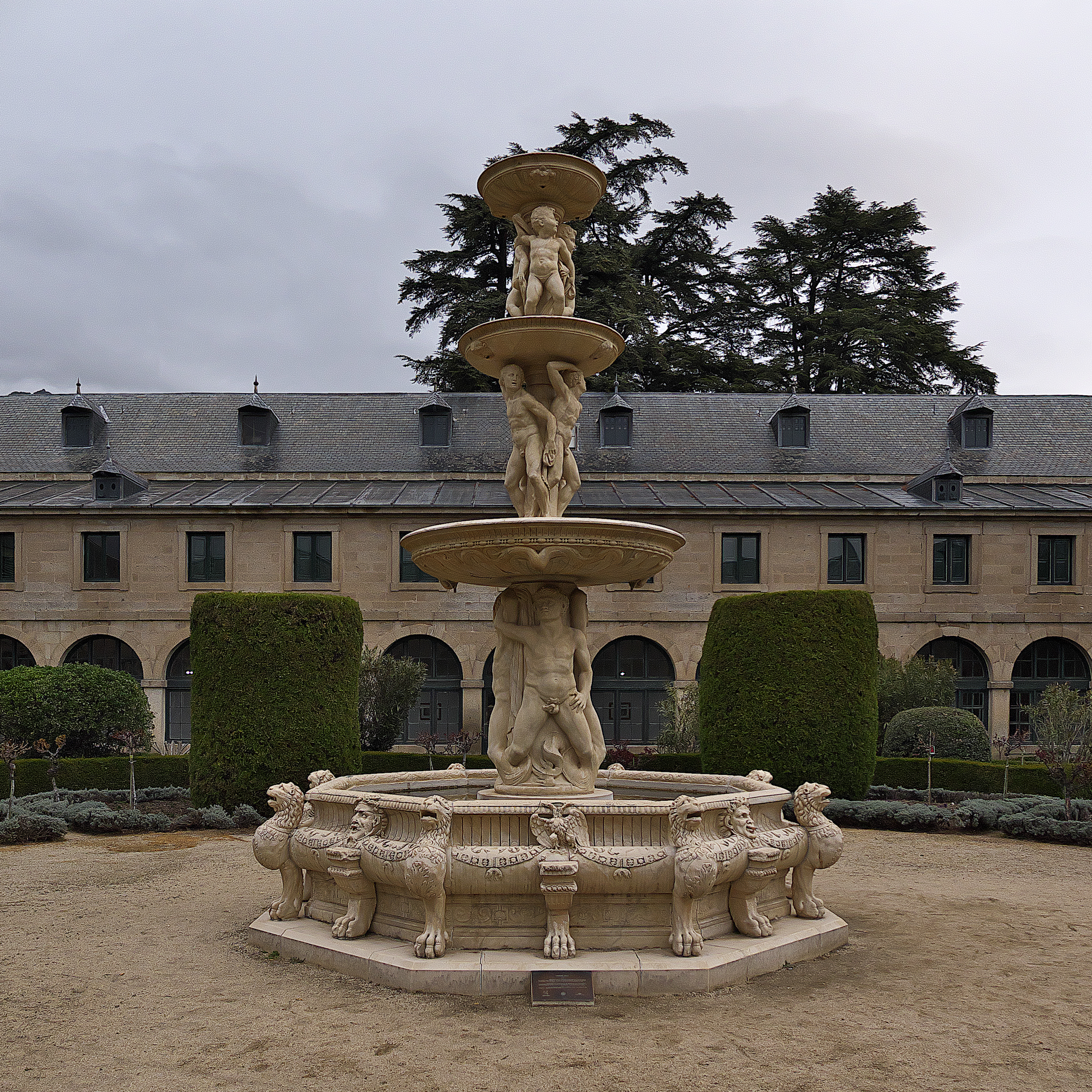
Réplica de la Fuente del Águila de la Casa de la Compaña, sede del Real Centro Universitario Escorial-María Cristina, San Lorenzo de El Escorial

La influencia italiana era visible en el formalismo geométrico de todo el conjunto, especialmente marcado en los jardines de El Jardín Reservado de Felipe II, los más próximos al palacete, que como su propio nombre indica, eran de uso exclusivo de la familia real. Este recinto estaba articulado alrededor de un eje axial, que, partiendo de la entrada principal y atravesando la casa-palacio, conducía hasta la fuente del Águila, traída desde Italia probablemente en 1584 y desmantelada en 1890 (existe una réplica en San Lorenzo de El Escorial, mientras que la fuente original permanece en depósito). 
Otro de los elementos recreativos de El Reservado era la Galería de las Grutas (o Grutas de Felipe II), un pabellón de aire clasicista, construido a modo de terraplén en el extremo occidental del jardín. Su interior estaba decorado con fuentes, esculturas mitológicas y motivos inspirados en la naturaleza. Se conserva parcialmente y en mal estado.
A cierta distancia de la casa-palacio, se crearon cinco grandes estanques. Según refleja Pedro Teixeira en su plano de Madrid (1656), eran conocidos como el Grande, del Norte, del Medio, Longuillo y de la Higuera. Con la fusión del del Norte y el del Medio se originaría tiempo después el actual lago de la Casa de Campo. El de la Higuera era simplemente una alberca y no aparece dibujado, pero sí indicado. Su realización corrió a cargo del ingeniero y fontanero neerlandés Pietre Jansen, que también se responsabilizó de las canalizaciones necesarias para su abastecimiento. Trabajó con él Adrián van der Müller, a quien, en la documentación de la época, se le describe como «maestro de hacer estanques y criar pescados».
En algunos de ellos era posible la navegación por medio de pequeñas embarcaciones de recreo, mientras que otros estaban dedicados a la cría de peces para el consumo humano. La práctica del patinaje sobre hielo fue otro de sus usos, como consta en ciertas crónicas de finales del siglo XVI, referidas a Felipe III, cuando todavía era príncipe. La utilización de al menos uno de ellos para tal fin perduró hasta el siglo XX, razón por la que el aparcamiento existente junto al lago actual recibe el nombre de Patines. El Longuillo y de la Higuera desaparecieron.
También colaboraron en el proyecto el arquitecto Gaspar de Vega y el sacerdote Gregorio de los Ríos, a quien el rey nombró capellán de la Casa de Campo en 1589. Este último, autor del primer tratado de jardinería escrito en español, recibió el encargo de crear un jardín, entre la puerta principal y el palacete, no de plantas medicinales como se dice.
Por su parte, el palacete apenas fue intervenido, más allá de ciertas adecuaciones, e incluso se optó por mantener los escudos de armas de los Vargas, que habían sido esculpidos para distintos puntos del edificio. De planta rectangular y fábrica de ladrillo, estaba constituido por tres volúmenes, dispuestos en saliente los dos laterales. Su rasgo más característico era la presencia, en todos los lados exteriores de una doble galería de arcos destinada a la contemplación del entorno.

#### Austrias menores

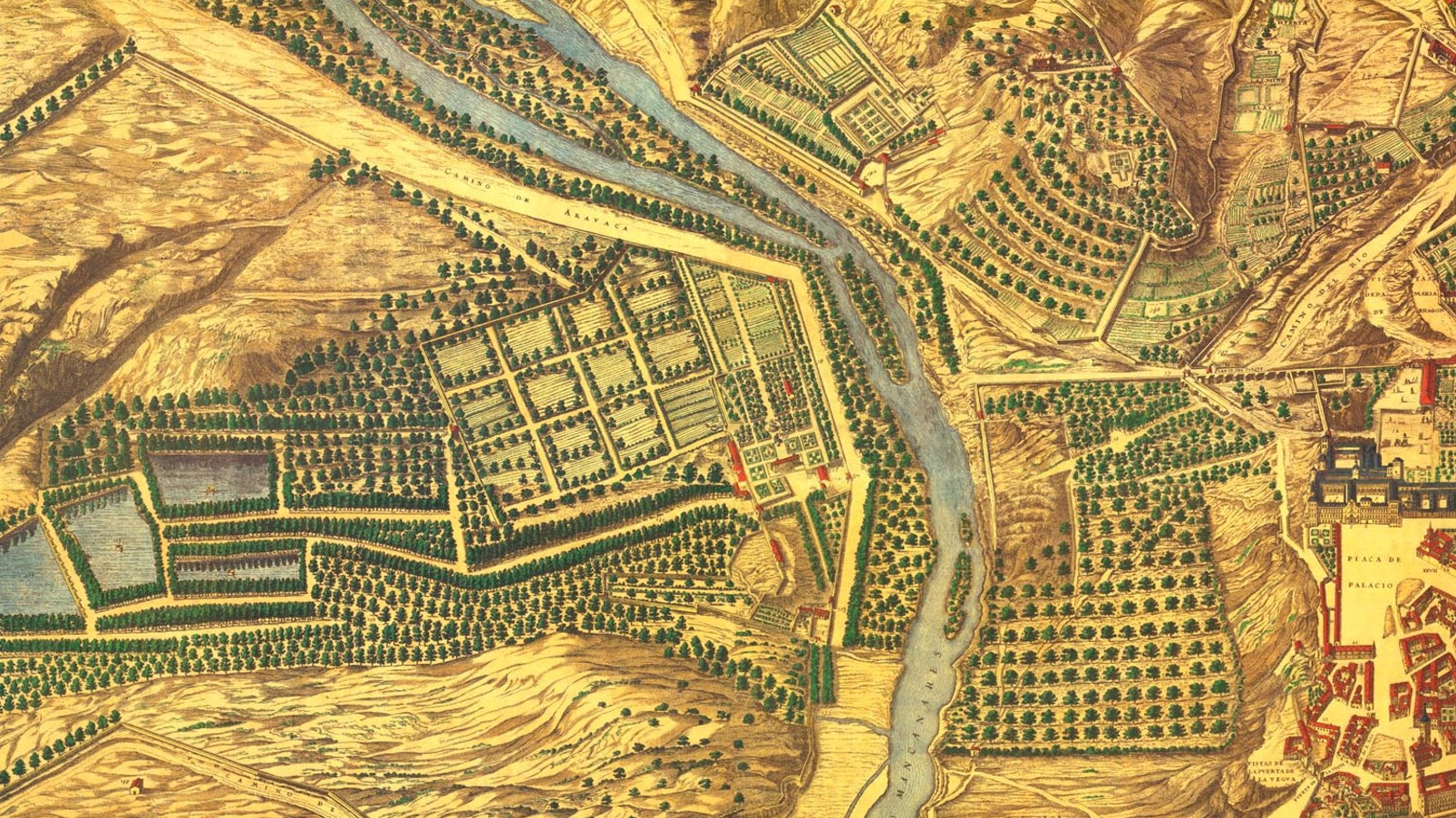
Fragmento del plano de Madrid de Pedro Teixeira (1656), en el que, de derecha a izquierda, puede apreciarse el Real Alcázar, El Parque (Campo del Moro), el río Manzanares y la Casa de Campo con sus estanques, a saber, de izquierda a derecha y de arriba a abajo, el Grande (después de Patines) y el del Medio, del Norte y Longuillo con surtidores

Durante el reinado de Felipe III y Felipe IV el aspecto de la Casa de Campo apenas cambia, y la finca no se amplía. Se reforman los jardines por el arquitecto Juan Gómez de Mora, autor también en Madrid de la Casa de la Villa y el Palacio de Santa Cruz.
En esta época se instala junto a la fachada norte del palacete la estatua ecuestre del rey que desde 1848, se encuentra en la Plaza Mayor. Basada en un retrato de Juan Pantoja de la Cruz, fue comenzada por el escultor Juan de Bolonia y concluida a su muerte por su discípulo Pietro Tacca. Con más de cinco toneladas y media de peso y regalo del gran duque de Toscana, Cosme II de Médicis, fue realizada en Florencia y trasladada en 1616 a Madrid bajo la supervisión de Antonio Guidi, cuñado de Tacca.
Durante el reinado de Felipe IV, el interés por la Casa de Campo decrece en favor del Palacio del Buen Retiro, inaugurado en diciembre de 1633. Concebido en un principio como lugar de descanso para la Corte, el nuevo palacio llega a convertirse en segunda residencia del Rey, y después en lugar de celebración de toda clase de actos y de la vida galante en la Corte. El interés del Rey por las artes en pleno esplendor del Siglo de Oro y la grandiosidad del nuevo palacio restan interés a la Casa de Campo. Asimismo, nada digno es de destacar en la historia del parque durante el reinado de Carlos II, por lo que a finales del siglo XVII y principios del XVIII el recinto entra en decadencia, a la que también contribuye su mala administración. Para solucionarlo, se propone el aumento de los recursos económicos y humanos destinados a la posesión, al arreglo del palacio y de las tapias, deteriorados por las crecidas del Manzanares, o el mejor cuidado de sus huertas, que podrían contribuir al sostenimiento económico del lugar.

### Dinastía de los Borbones

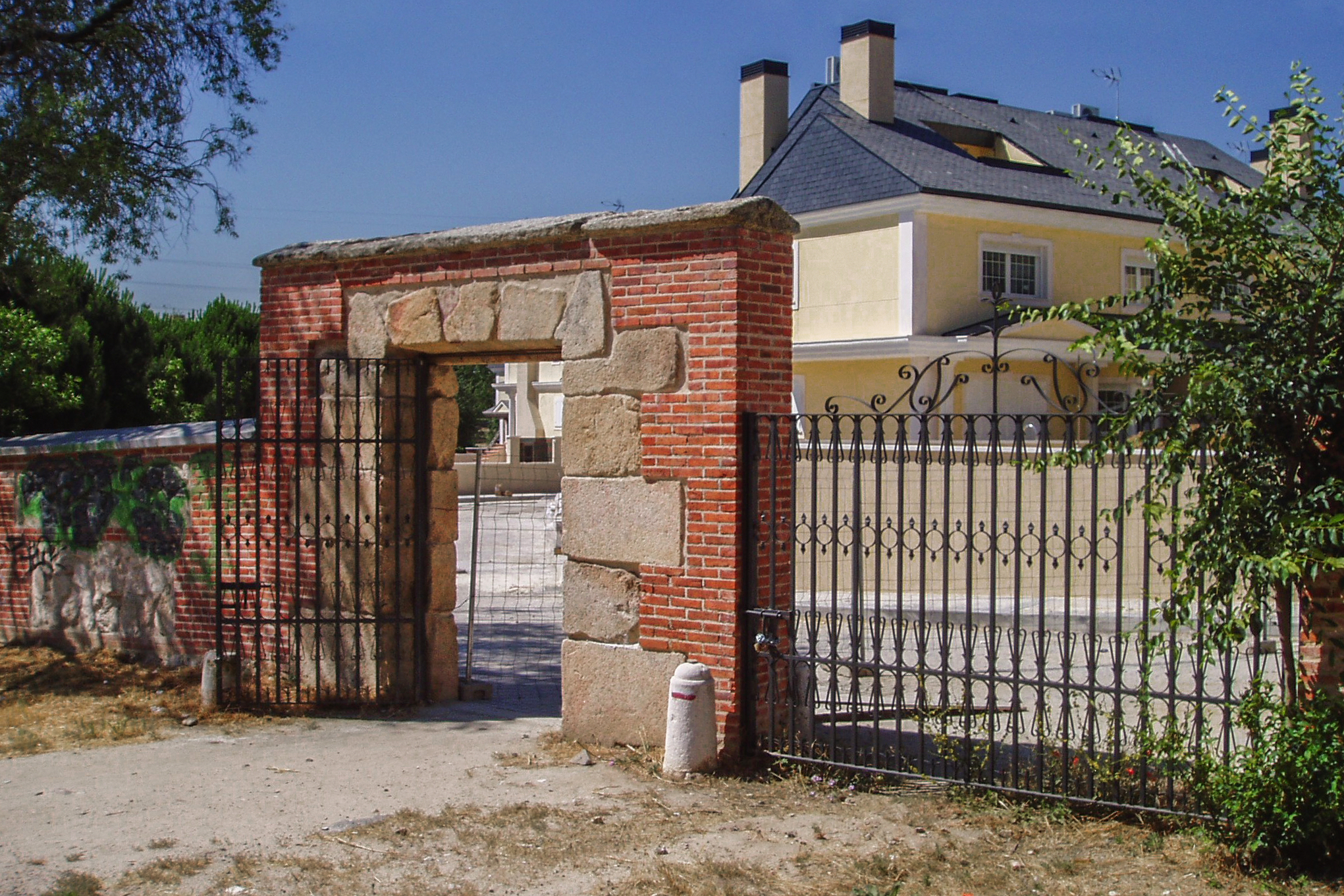
Portillera del Batán en la tapia mandada construir por Fernando VI. Detrás puede verse una colonia de viviendas unifamiliares pertenecientes al municipio de Pozuelo de Alarcón

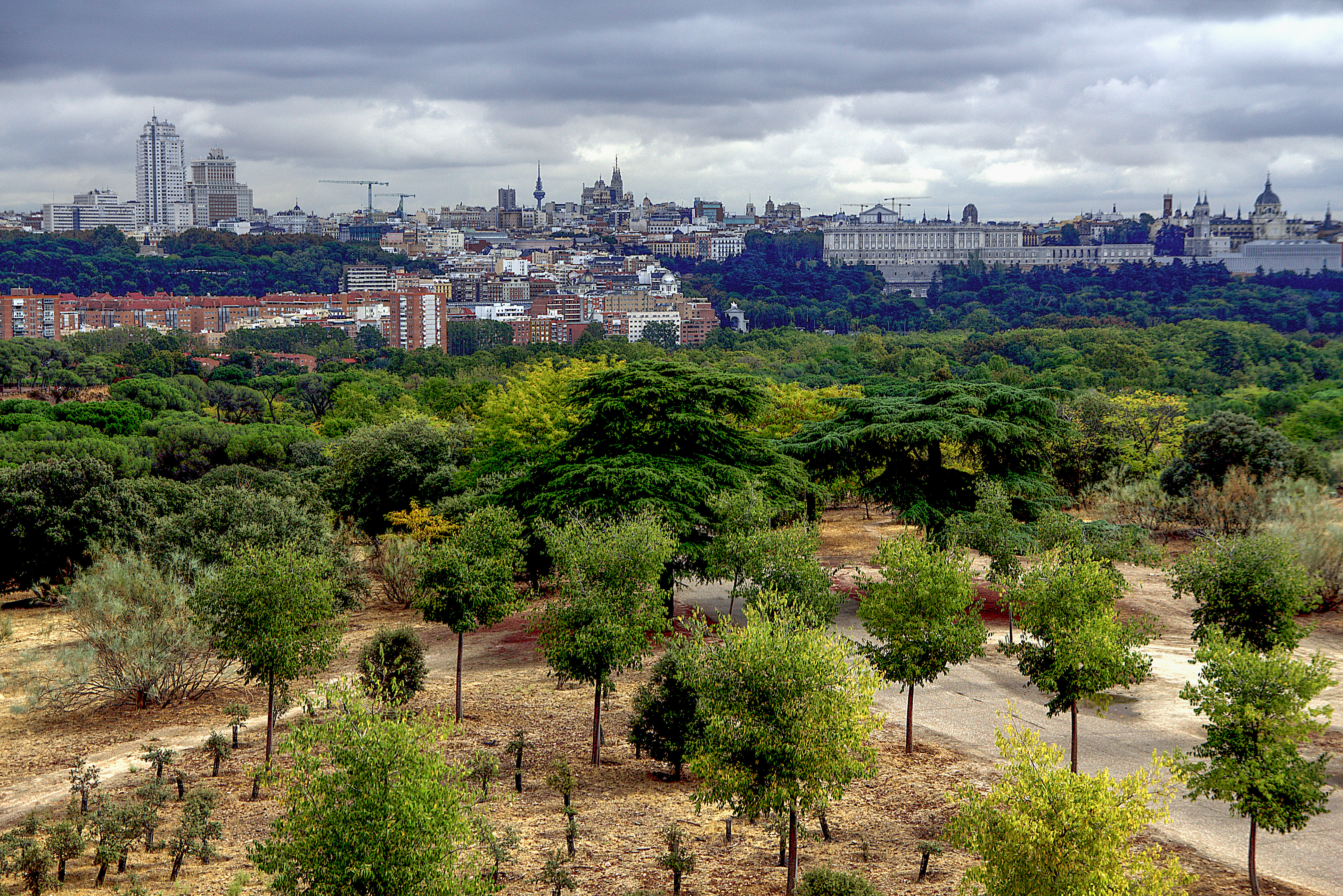
Vista del centro de Madrid desde un cerro de la Casa de Campo

Con la llegada de la nueva dinastía, la Casa de Campo experimenta importantes cambios, especialmente tras la construcción del Palacio Real, lo que reaviva el interés de la monarquía por el cercano recinto.
Felipe V, acostumbrado a la corte francesa, introduce las modas de aquel país en la Casa de Campo y en 1720 ordena la remodelación de los jardines, que conservaban el estilo de parterre español desde los diseños de Jerónimo de Algora, para ser sustituidos por broderies a la francesa, con arbustos esculpidos con formas geométricas, y donde predominan las líneas curvas frente a las rectas del anterior diseño. Su hijo, el Príncipe Fernando, recibe en 1724 la finca como regalo de su hermano el Rey Luis I, entonces se produce una serie de compras que multiplicarían la finca por 14 veces, adquiriendo más de mil hectáreas hacia el norte y hacia el oeste (al precio de un millón y medio de reales de vellón) lo que quintuplica la extensión del recinto. Felipe V declara la Casa de Campo Bosque Real por petición de su hijo y Fernando VI que ya la usaba como cazadero.
Durante el reinado de su hermano Carlos III se produce el apogeo en la productividad de la Casa de Campo, con nuevos cultivos y sistemas de riego para hacerla autosuficiente. En 1773, el rey encarga un amplio proyecto de transformación de todo el recinto, a su gran colaborador, el arquitecto Francesco Sabatini. También se renueva La Faisanera para la cría de faisanes y otras especies exóticas de aves. Asimismo, Sabatini diseña la iglesia de La Torrecilla y el Cementerio de Empleados que tras sufrir graves daños durante la Guerra de la Independencia y quedar completamente destruidos durante la Guerra Civil, solo pueden adivinarse en la actualidad los cimientos. También construyó la Iglesia de Rodajos, de la que no quedan restos. Sabatini restauro el Palacete de los Vargas que estaba en inminente ruina.
También se encarga Sabatini de los trabajos de reparación (comenzados durante el reinado de Fernando VI) y levantarla donde faltaba, de la tapia de ladrillo y mampostería, de dieciséis kilómetros de longitud, que cierra el parque y que en gran parte de su trazado se mantiene en la actualidad. Su objetivo era impedir el paso de extraños, sobre todo cazadores furtivos, dada la abundancia de animales dispuestos para este fin en el recinto, también se crea un cuerpo de guardias uniformados. Además se reforma en esta época la administración del lugar, poniendo a la cabeza un gobernador bajo las órdenes directas del rey, encargándose de la parte económica un «veedor y contador».
A pesar de todas estas actuaciones, durante el reinado de Carlos III no se hacen grandes construcciones en el recinto, ya que el Rey, cuando reside en Madrid, lo hace en el cercano Palacio Real, por lo que no se ven necesarias obras de mejora en este sentido, como sí se hicieron en los palacios de La Granja, Aranjuez o El Pardo. Por otro lado, el intento de conseguir la suficiencia económica de la posesión iría a la larga en detrimento suyo, ya que nunca fue lo suficientemente productiva como para acometer todos los planes de mejora que se proyectaron. En esta época, los ingresos anuales que proporcionaba la Casa de Campo eran de 30 000 reales de vellón, siendo la mitad proporcionados por los pozos de nieve que había en el recinto.

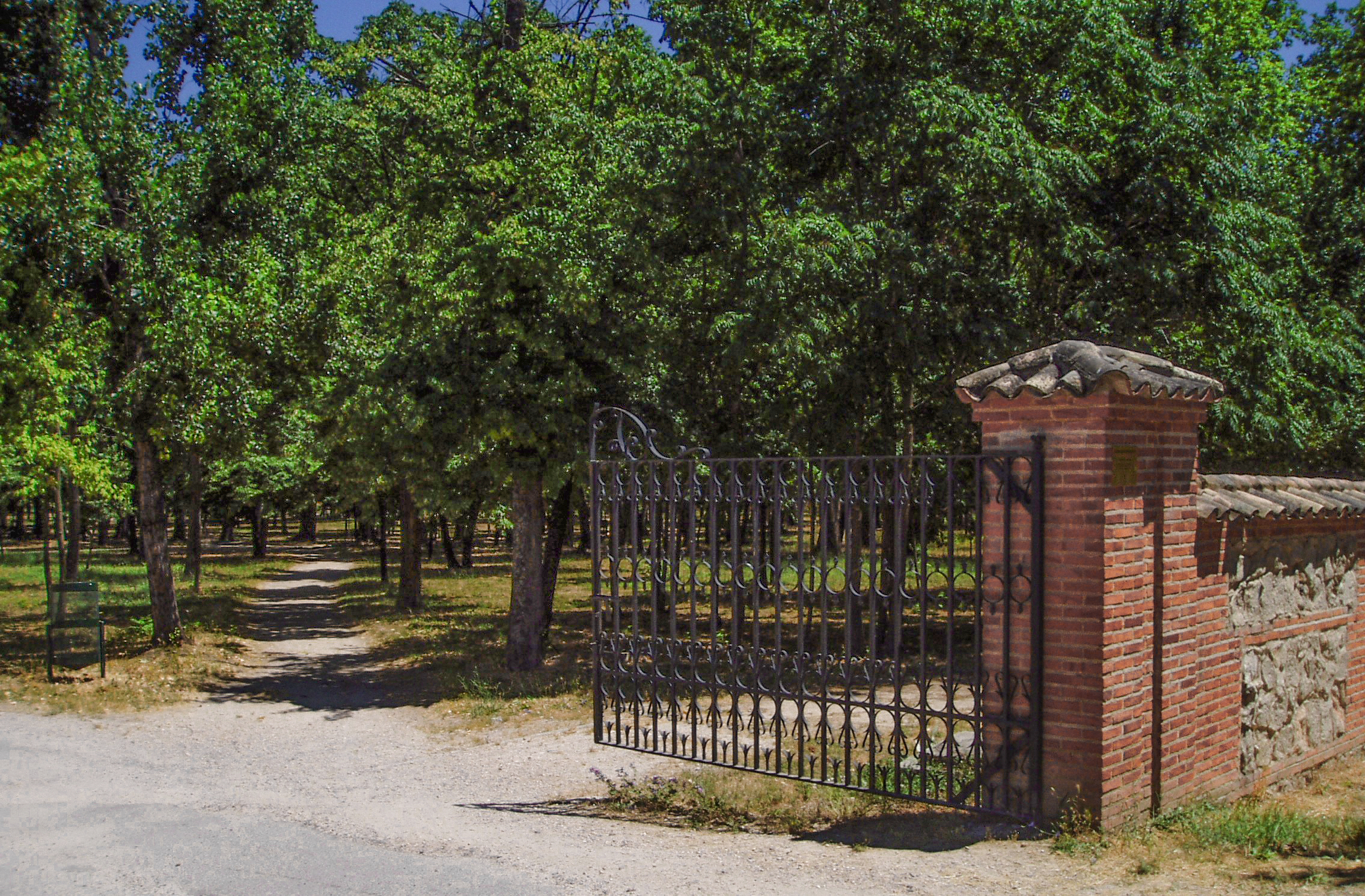
Entrada al Bosque de la Faisanera, junto a La Faisanera

Durante el reinado de Carlos IV se construyen principalmente avenidas y plazas que unen los distintos edificios del recinto. En esta época prácticamente el único uso de la propiedad real es el de cazadero y el déficit, como a lo largo de todo el siglo XIX, va constantemente en aumento. Con la invasión francesa se producen numerosos desperfectos en el arbolado y en la casa-palacio, aunque por los inventarios hechos al acabar aquella se sabe que el expolio, contrariamente a lo admitido tradicionalmente, fue mínimo. En tiempos de José I, el arquitecto Juan de Villanueva construye un pasadizo abovedado que comunica el Palacio Real con la zona donde comienza el puente del Rey, que sería construido en 1829 por el arquitecto Isidro González Velázquez.
En 1834, durante la regencia de María Cristina de Borbón, la integridad de la Casa de Campo corrió serio peligro al presentarse un proyecto de edificación de un nuevo pueblo, La Real Cristina, que habría de construirse sobre toda su extensión. El proyecto no se llevó a cabo. Durante el reinado de Isabel II se impulsó un proyecto para renovar el arbolado. En 1860 se construye el puente Alto para la línea ferroviaria Madrid-Irún, que cruza la Casa de Campo. De esta época es también la principal fuente ornamental del parque, llamada de la Buena Suerte, erigida originalmente en la calle San Bernardo para inaugurar el canal de Isabel II y que tras ser trasladada a la Puerta del Sol y posteriormente a la glorieta de Cuatro Caminos, terminó recalando en la Casa de Campo en 1934.
Desde 1845, su gestión forestal fue realizada de una manera científica, gracias a la contratación por la Casa Real del ingeniero de montes Agustín Pascual González, responsable de este y de otros Bosques Reales hasta 1868.

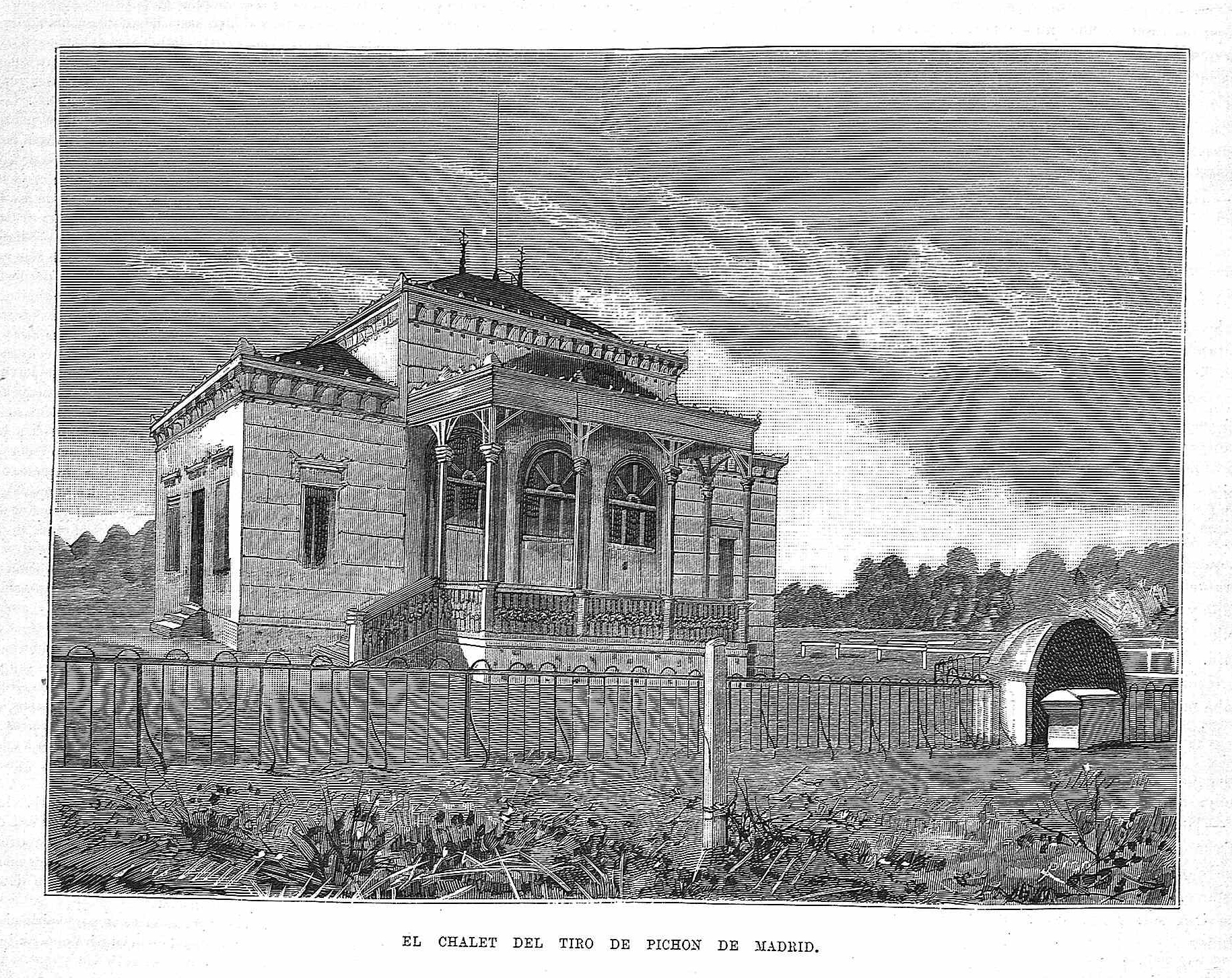
Dibujo del chalet del tiro de pichón de la Casa de Campo, de 1881

En 1876, ya durante el reinado de Alfonso XII, se construye un nuevo estanque de patinaje. En 1878 el recinto sufre un pavoroso incendio en medio de una de las peores sequías del siglo XIX en España, conocida en su tiempo como «la seca de cuatro años» (1875-1879). En el siniestro murió un jornalero, 900 fanegas de superficie fueron arrasadas y 1013 árboles destruidos. Todo el personal de la Casa de Campo se movilizó, consiguiendo que el incendio no fuera a mayores, por lo que, en prueba de agradecimiento por su arrojo, el rey les concedió diez pesetas por cabeza.
A comienzos del siglo XX, la Casa de Campo, que dependía del Real Patrimonio, era independiente del resto de los Reales Sitios y tenía su propia administración. Los empleados vivían dentro del recinto e incluso había un cementerio. Sus ingresos venían de la venta de hielo, nieve, leña, resina y de la leche, queso y mantequilla de sus vaquerías, así como de la comercialización de los productos de sus huertas y viveros. En 1928, Alfonso XIII cede los terrenos la Huerta de la Partida al Comité de Plantas Medicinales del Ministerio de Agricultura.

### Espacio público

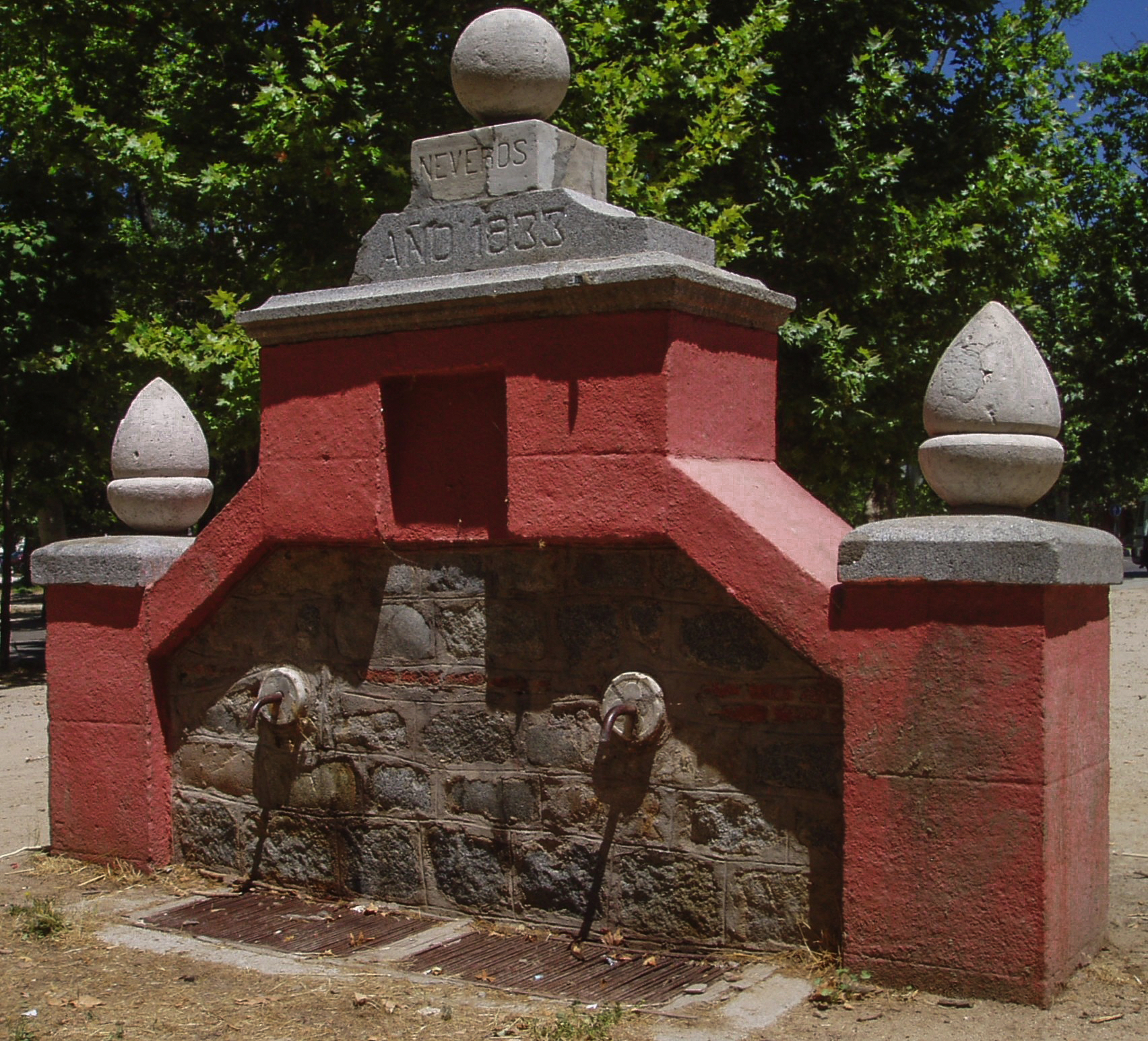
Fuente de los Neveros (1933), cerca del El lago. Como la mayoría de las actuales fuentes del parque, fue construida durante la Segunda República, cuando la Casa de Campo pasó a ser de disfrute público

La Casa de Campo siguió siendo un parque cerrado, para uso y disfrute exclusivo de la realeza, hasta la instauración de la Segunda República. El 20 de abril de 1931, un decreto del Ministerio de Hacienda dispone ceder la hasta entonces posesión real al Ayuntamiento de Madrid. El 1 de mayo, apenas diecisiete días después de la proclamación de la Segunda República, el ministro de Hacienda del Gobierno Provisional, Indalecio Prieto, hizo entrega al pueblo de Madrid, representado por su alcalde, Pedro Rico, de la Casa de Campo. Ese día, unos 300 000 madrileños acudieron al parque a celebrarlo, entrando el pueblo llano en el recinto por primera vez, formando una fiesta multitudinaria. Sin embargo, a pesar del ambiente festivo y de recreo, no tardaron en notificarse ese mismo día una serie de actos vandálicos tales como fogatas o destrozo de parterres, llegando a producirse numerosos cortes de digestión por baños indebidos en el lago después de las comidas e, incluso, una muerte por ahogamiento. La edición matutina del sábado 2 de mayo del diario ABC cifraba en 45 los heridos como consecuencia de la desmedida aglomeración, los excesos alcohólicos y varias riñas tumultuarias entre los mismos festejantes. Tras estos sucesos el gobierno hizo un llamamiento público a la calma y el respeto de este nuevo espacio público. Cuatro días después, el 6 de mayo, a las doce de la mañana, se produce la entrega ante notario del parque al Ayuntamiento de Madrid. El 3 de junio, un decreto declara la Casa de Campo Monumento Histórico-Artístico de carácter nacional. De esta época son la mayoría de las fuentes de agua potable que hay en la actualidad en el parque. Sin embargo, no será hasta 1963 cuando se inscriba en el Registro de la Propiedad como espacio de uso público y hasta el 5 de octubre de 1970 en que lo haga a nombre del Ayuntamiento.

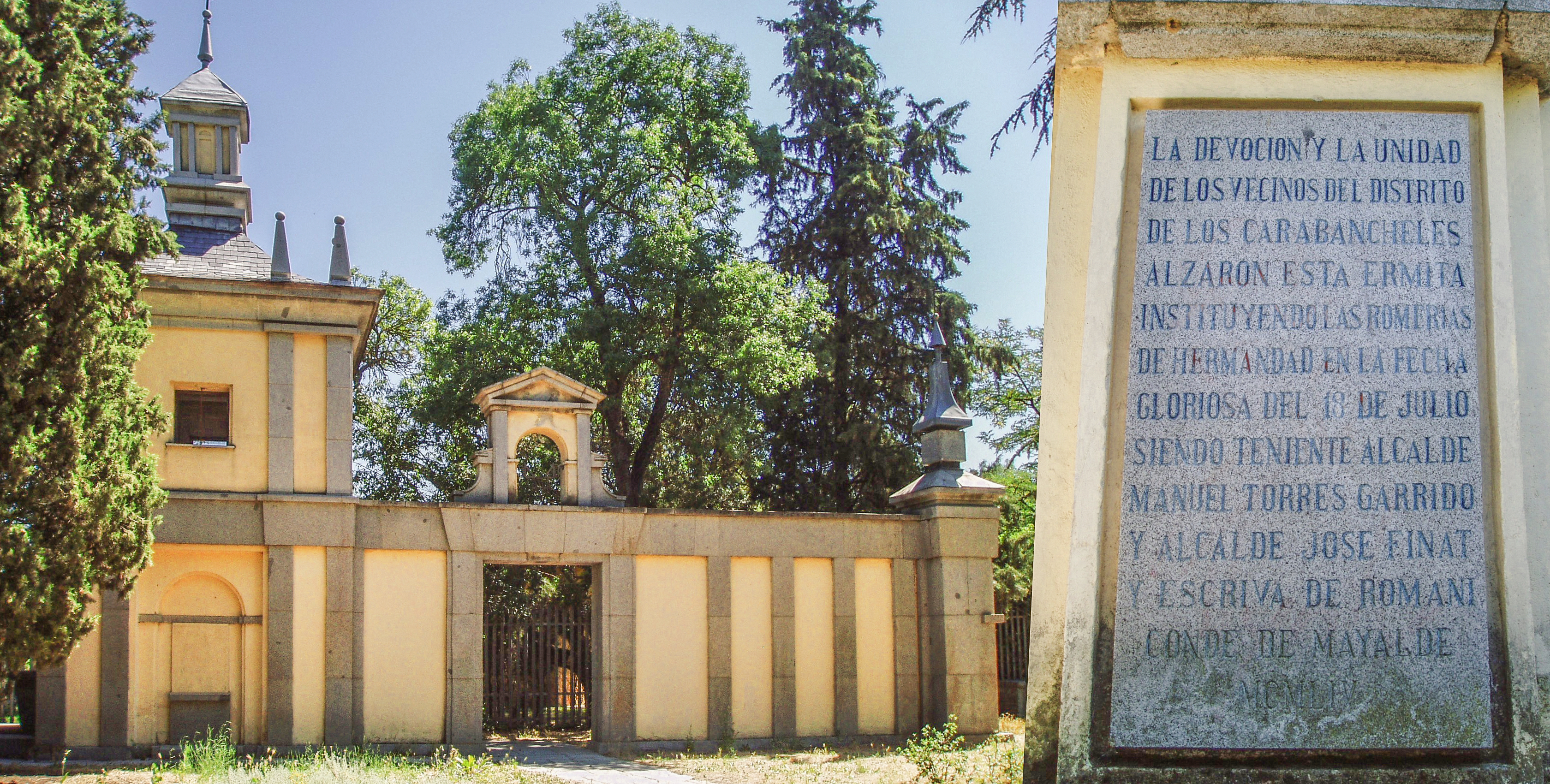
Ermita de San Pedro de Meaques. Construida en 1954, se encuentra situada en el vértice sudoeste del parque zoológico

Durante gran parte de la Guerra Civil (1936-1939) la Casa de Campo fue frente de guerra, siendo aún visibles en su interior numerosos restos de trincheras y fortines. La línea del frente cruzaba el parque desde el puente de los Franceses y la Ciudad Universitaria, hasta la zona del actual Alto de Extremadura (Vértice Paquillo), en el paseo de Extremadura, continuando hacia el entonces municipio de Carabanchel Bajo. En el conocido cerro de las Garabitas, estuvieron emplazadas las posiciones artilleras de los sublevados que bombardearon diariamente la ciudad durante treinta meses. Hasta 1946 no se reabriría de nuevo el parque al público. En 1948 la propiedad es cedida a Patrimonio Nacional, aunque el usufructo sigue en poder del Ayuntamiento. En 1950 se inaugura la I Feria Nacional del Campo con una serie de edificaciones representativas de las distintas partes de España. En 1952 se declara Monte de Utilidad Pública y se acometen importantes repoblaciones forestales. En 1953 se internacionaliza la Feria, denominada a partir de entonces Feria Internacional del Campo, que llegaría a su última edición (la décima) en 1975.

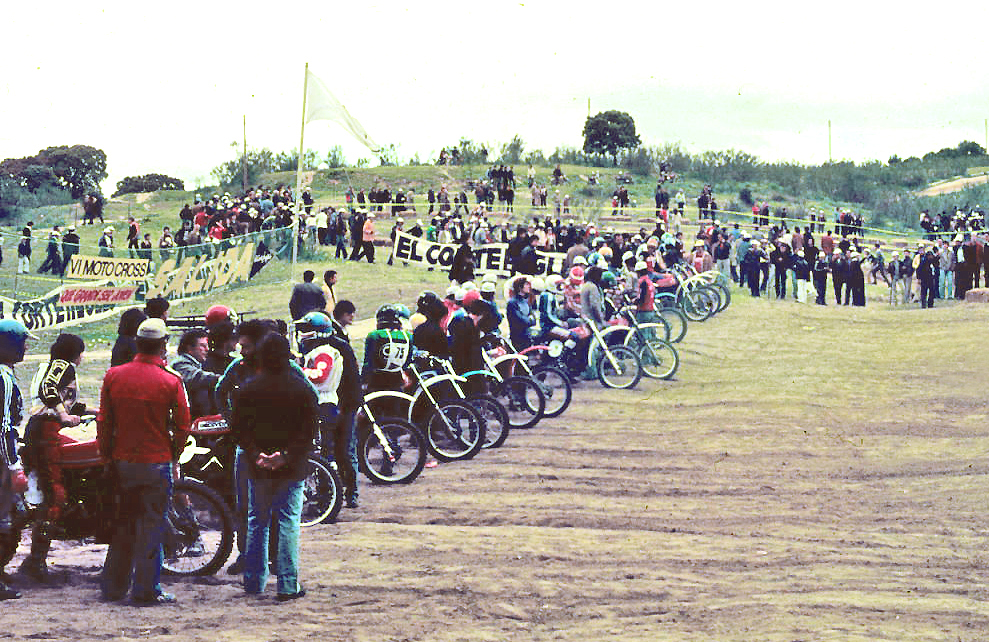
Carrera de motocross en la Casa de Campo (1978)

El 6 de febrero de 1961 se inaugura el ferrocarril suburbano, cuyas estaciones de El Batán y El Lago prestan servicio al parque. En 1969 se abre el Parque de Atracciones y el 23 de junio de 1972 el zoológico. Previamente, en 1971 el Ayuntamiento había aprobado un proyecto de ampliación en 400 hectáreas de la superficie de la Casa de Campo mediante la incorporación de una zona perteneciente a los municipios de Pozuelo y Madrid, aunque el proyecto llevaría varios años hasta que se hizo realidad. A partir de mediados de los años setenta, con la llegada de la democracia, cada vez es más insistente la presión de los vecinos y de los grupos ecologistas para que la Casa de Campo se cierre al tráfico, iniciándose planes para recuperarla de su deterioro. Ya en 1971 se estableció un límite de velocidad de 40 km/h en todo el recinto, siendo la Casa de Campo uno de los primeros lugares de Madrid donde se utilizó el control de velocidad por radar en los vehículos Land Rover de la Policía Municipal. El 19 de marzo de 1980 se prohíbe circular por las vías no asfaltadas.

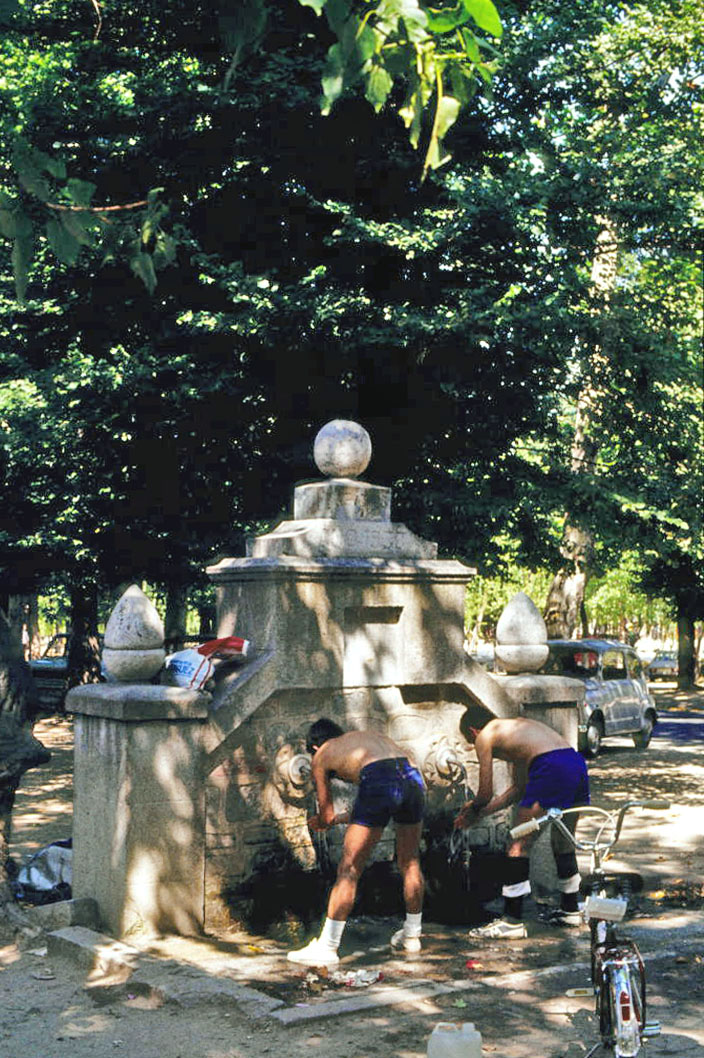
Ciclistas bebiendo en la fuente de los Neveros de la Casa de Campo en los años 70

El 24 de junio de 1995 una gran tromba de agua que cae en pocas horas sobre Madrid revienta veinte metros de la tapia histórica junto a las rejas del arroyo de Antequina, también afecta al Puente de los Siete Hermanos sobre el arroyo de los Meaques y se desborda el lago, cuyas aguas en su camino hacia el río Manzanares, inundan el tramo de la autovía M-30 anexo al parque. Desde mediados de los años noventa surge un nuevo "problema" en el parque, al instalarse un área de prostitución en la zona sur, junto a las carreteras más transitadas por los vehículos, lo que provoca las quejas de muchos de los vecinos y usuarios del parque. En 1999, siendo presidente autonómico Alberto Ruiz-Gallardón, la Comunidad de Madrid declara Bien de Interés Cultural (BIC), en la categoría de Jardín Histórico a la Casa de Campo. Esto otorgaba al parque la máxima protección ambiental. El Ayuntamiento y el Club de Campo recurrieron la decisión y la llevaron a los tribunales, ya que se impedía cualquier tipo de actuación urbanística en el recinto. En 2002 el Tribunal Superior de Justicia de Madrid dictaminó que había errores de forma en la declaración de BIC, ya que se había protegido el parque como monumento histórico artístico basándose en el decreto del 20 de abril de 1931 que cedía los terrenos al Ayuntamiento, pero esto solo incluía los bienes de la Corona y no todo el recinto en su conjunto. Debido a esto, en septiembre de 2007 el Tribunal Supremo anuló la declaración de BIC.
En mayo de 2007 se inauguran las obras de soterramiento de la M-30 y de la avenida de Portugal que, en lo tocante a la Casa de Campo, afectan al ángulo sureste, donde posteriormente se reconstruye la antigua Huerta de la Partida. En el espacio liberado con la desaparición en superficie de la autopista, se construye en julio de 2007 un parque junto a las riberas del río, lo que facilitaría en el futuro el acceso a la Casa de Campo desde la glorieta de San Vicente por el puente del Rey. El 7 de julio de 2007, se recoge la demanda de vecinos y ecologistas cuando se prohíbe, en su totalidad, el tráfico rodado a través de la Casa de Campo a través de la camino de Rodajos, única por la que, en horario restringido, podían circular los automóviles. Esto ocasiona las quejas de los residentes en Pozuelo de Alarcón y Boadilla del Monte, que utilizaban esta vía como acceso a la capital, llegando a suponer unos 5000 vehículos al día. A partir de ese momento solo quedan abiertos al tráfico los accesos al Zoo, al Parque de Atracciones y al entorno del lago. En el año 2019, con Manuela Carmena de alcaldesa de Madrid, se introduce un rebaño formado por 400 ovejas con la intención de acometer el limpiado de hierbas y abonado del parque de forma natural y respetuosa con el medio ambiente, pastando durante los meses de octubre a mayo (en verano este rebaño se traslada a zonas a mayor altitud de la sierra madrileña puesto que en este recinto los pastos se secan como consecuencia de la sequía estival).

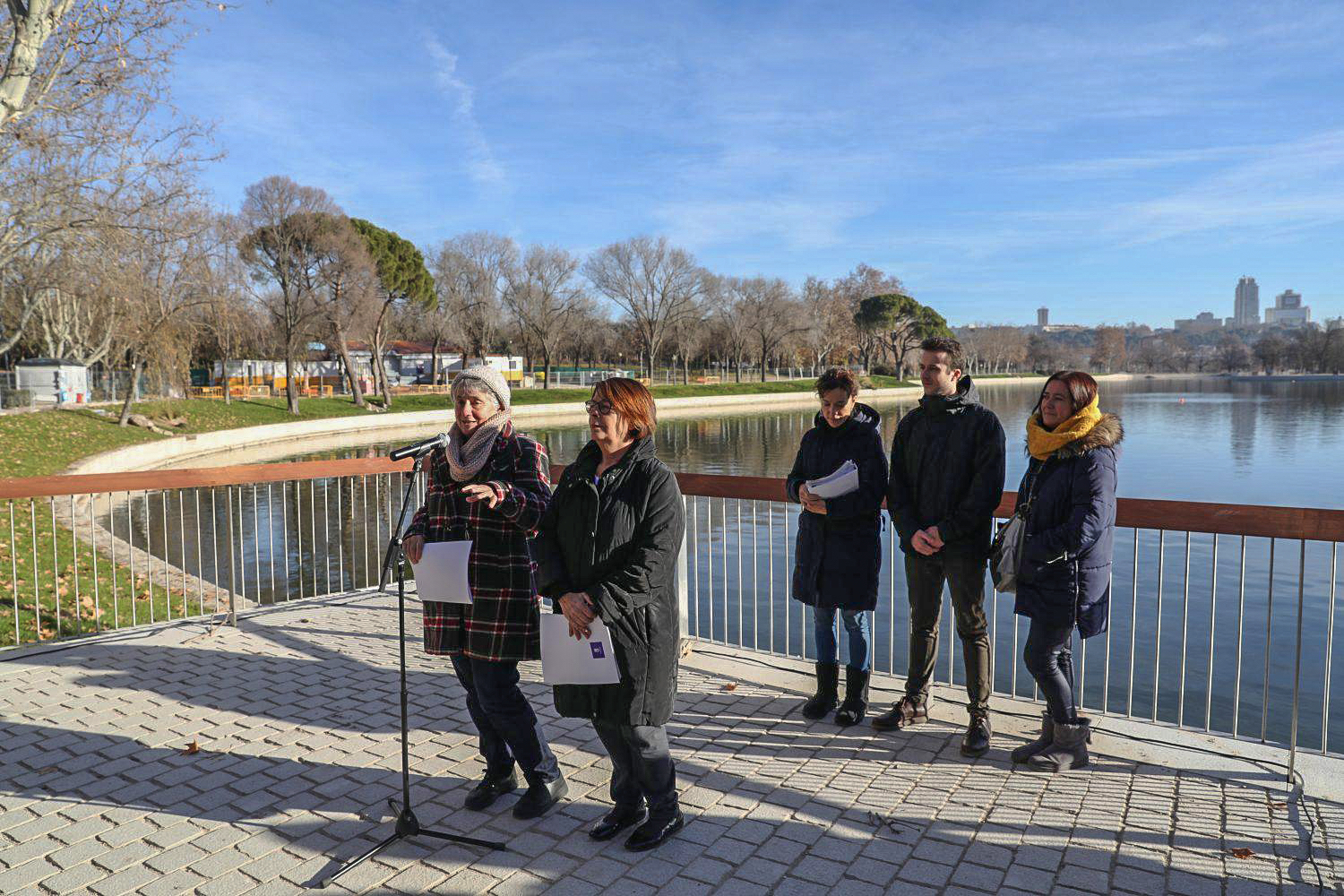
Inés Sabanés, responsable de Medio Ambiente y Movilidad del ayuntamiento de Madrid, en la inauguración de las obras de rehabilitación, que incluyen el mirador junto al lago que se ve en la imagen

Entre 2018 y 2019 se realizaron obras de remodelación del lago y su entorno, con un presupuesto de 2653 315,83 euros, que incluían el correcto aislamiento del vaso del lago, la reparación de muros y paseos contiguos, así como la instalación de un mirador y un paseo junto a la zona de restaurantes. También se habilitó el Centro Entomológico Manuel Ortego, que alberga una colección de 15 000 coleópteros (escarabajos) y lepidópteros (mariposas).
A consecuencia de la Borrasca Filomena, la copiosa nevada caída en la región entre el 8 y el 9 de enero de 2021 causó daños de gravedad a 550 000 árboles de la Casa de Campo de un total de 850 000 (65 %), según las estimaciones de los operarios. Ello obligó a cerrar el parque durante más de dos meses. Entre las pérdidas se hallan ejemplares centenarios que habían resistido tanto a la Guerra Civil como a la inundación de 1995.

## Naturaleza

### Geología
La zona de la actual Casa de Campo, como gran parte de la zona occidental de la península ibérica, se asienta sobre el macizo Hespérico, surgido en el precámbrico, aunque el sustrato del terreno empieza a formarse tras el surgimiento en el oligoceno del Sistema Central y el posterior arrastre en el mioceno de los detritos procedentes de la erosión de las montañas del Guadarrama. Estos materiales ocupan toda la llanura hasta Madrid y en la Casa de Campo adquieren un espesor de dos metros; muy permeables, son de grano más grueso en el norte y suroeste del parque y más fino en el centro y en la parte oriental.
Con el deshielo tras las glaciaciones del Cuaternario, el Manzanares arrastró gran cantidad de sedimentos que formaron extensas terrazas en sus laderas, más antiguas cuanto más nos acercamos hacia el interior el parque. Arrastres posteriores del arroyo de Meaques forman la zona sureste del actual parque, dando lugar a un fértil sustrato donde posteriormente se construirá el Palacio de los Vargas y sus jardines y los actuales viveros. La zona también es rica en arcillas. Estas eran consideradas de buena calidad para la manufactura de ladrillos y otras piezas de construcción y se cocían en hornos a pie de obra, como fue el caso en las construcciones llevadas a cabo en la posesión real.

### Relieve e hidrografía
La Casa de Campo presenta un relieve ondulado de suaves colinas con varios valles de oeste a este, presentando un desnivel máximo de 110 metros, entre los 690 m s. n. m. (metros sobre el nivel del mar) junto a la entrada de Somosaguas y los 580 m s. n. m. junto al Manzanares. Entremedias hay varios cerros, siendo el más alto el de Garabitas, con 679 m s. n. m.

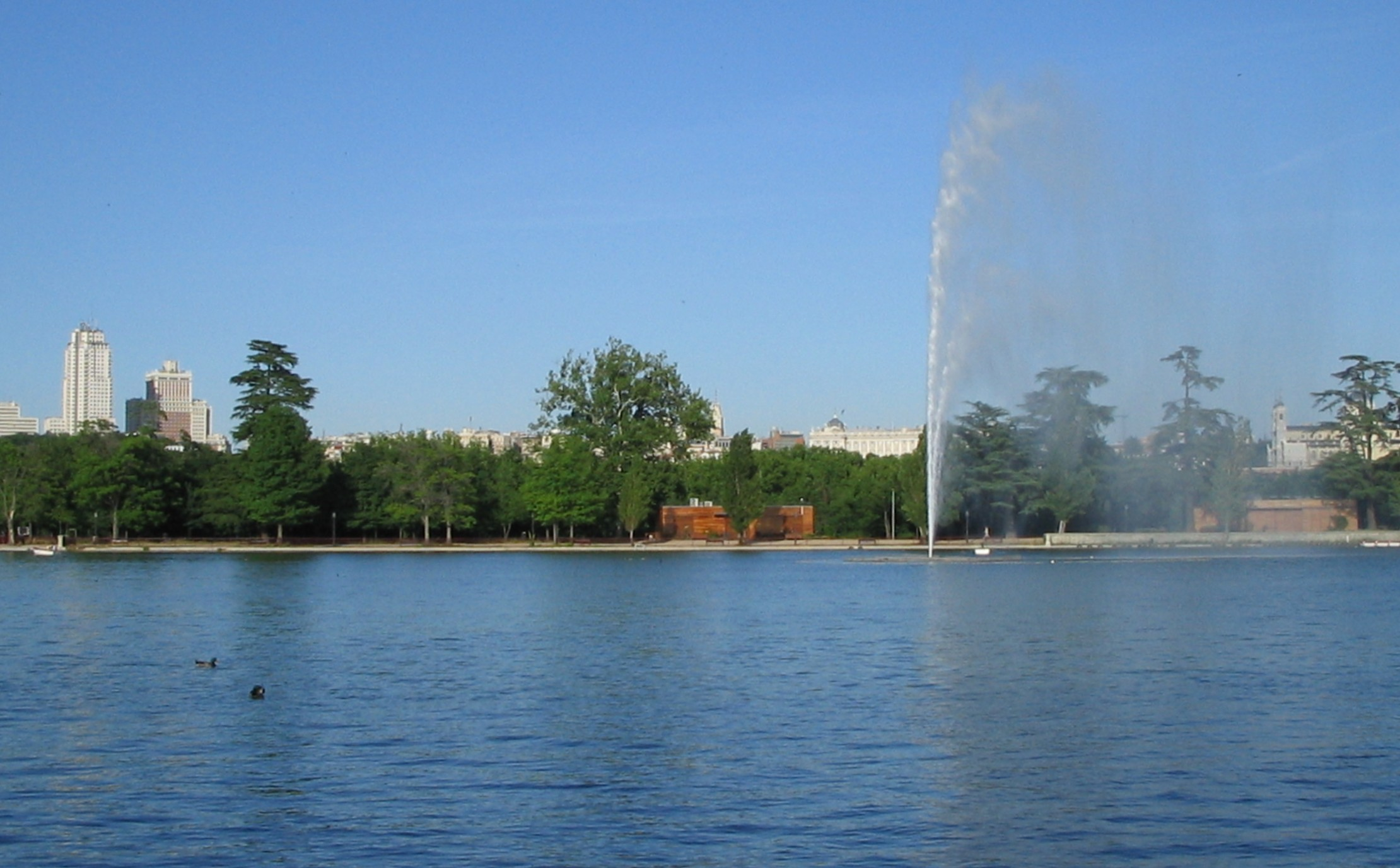
El lago de la Casa de Campo

Por estos valles transcurren varios arroyos hasta su desembocadura en el Manzanares. La mayoría de ellos son estacionales y nacen dentro del parque. Solo dos de estos arroyos, que se originan más al oeste, tienen agua de forma permanente: el de los Meaques, al sur, el principal, y el de Antequina, al norte. El de los Meaques presenta varias represas en su recorrido hasta la glorieta de Patines, a partir de la cual está entubado hasta su desembocadura en el Manzanares. Históricamente, sus caudales eran mayores, con avenidas que llegaron a destrozar los puentes. En 1995 ocurrió la última de ellas.
También son de destacar los manantiales, de los que hay varios en el recinto debido a los importantes acuíferos del subsuelo de toda la zona. Históricamente, el más destacable de estos manantiales fue el de la Fuente Mineral (o del Acero), con aguas ferruginosas recomendadas como reconstituyentes. Para acceder a ellas se expedían permisos a quien lo solicitara, pero en 1860 se canalizó hasta la valla de la posesión real para que el pueblo pudiera disfrutar de sus aguas sin tener que entrar en el recinto real. A partir del siglo XIX, con la creación del canal de Isabel II, se construyeron canalizaciones para unirlo al parque y son sus aguas las que se utilizan en la actualidad.

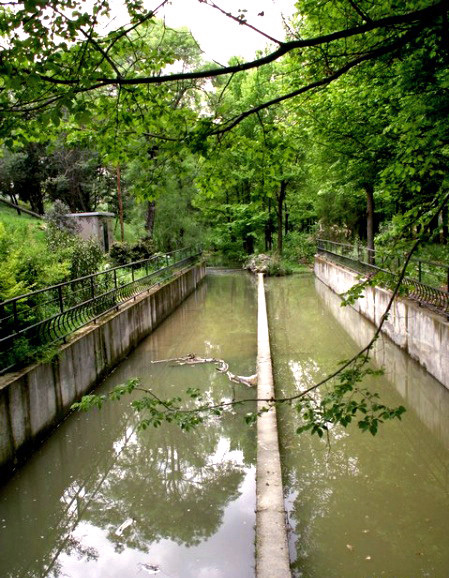
Canalización del arroyo de los Meaques junto a la glorieta de los Neveros

En cuanto a los estanques, aunque es probable que existiera en el lugar una pequeña laguna natural, la mayoría fueron creados una vez que el recinto pasó a ser posesión real en el siglo XVI. Se utilizaban para diversas funciones, como reserva de agua para riego, control de las crecidas, cría de peces, etc, y, también, por su valor estético y de ocio, para representación de naumaquias, navegación en falúas y, en invierno, patinaje. A partir de la probable laguna natural antes señalada, se construyó el llamado Estanque Grande, principalmente para almacenar agua. En el siglo XVII había cinco (el ya citado Grande, el del Norte, el del Medio, el Longuillo y el de la Higuera), según puede apreciarse en el plano de Madrid que Pedro Teixeira elaboró en 1656. En el siglo XVIII se construyó, donde las actuales pistas de tenis, uno nuevo, el Estanque Chico, que se dedicaría a la cría de tencas y recibiría posteriormente el nombre del Tenquero. Se situaba en la zona donde hoy se encuentran las pistas de tenis. En el siglo XIX quedaban tres, pues el Tenquero, el Longuillo y el de la Higuera se desecaron. Alfonso XII construyó un embarcadero en el del Medio y dedicó el Grande para patinar, llamado desde entonces de Patines y que sería desecado en 1968. El del Medio y el del Norte se unieron para crear el actual lago.
Entre 1996 y 2000 se crearon catorce charcas de pequeño tamaño para aumentar la biodiversidad del parque, que fueron repobladas con anfibios y peces. En ellas se reproducen actualmente algunas aves.

### Flora

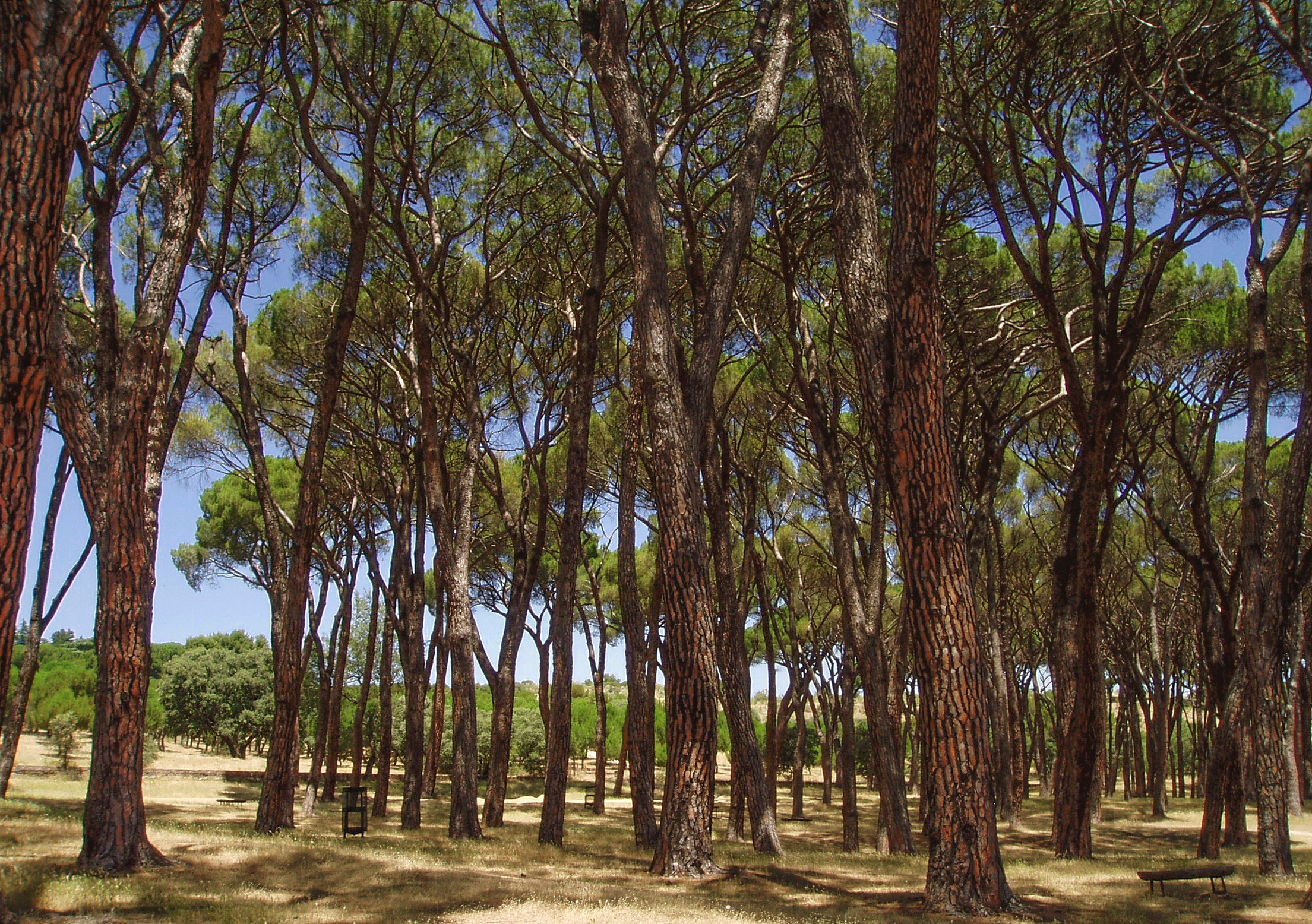
Pinar de las Siete Hermanas

La vegetación natural de la Casa de Campo es el encinar, acompañado de arbustos, especialmente la retama. Sin embargo, como hemos visto, a lo largo de su historia ha experimentado una constante transformación, instalándose en algunas épocas tierras de cultivo y repoblándose en otras con distintas especies arbóreas de hoja perenne, especialmente pinos piñoneros y cipreses de Arizona, pero también otras como álamos, castaños, chopos, plátanos de sombra, fresnos, robles o sauces. En el año 2002 en el inventario de arbolado se encontraban censados 686 294 ejemplares.
Los encinares existentes actualmente son fruto de la repoblación de los últimos tiempos, aunque algunos ejemplares aislados pueden ser más antiguos (probablemente la más antigua tiene unos 250 años). En la actualidad representan el 16 % de la superficie total del parque (en el siglo XIX eran el 10 %), si bien no son encinares en su estado natural, sino muy condicionados por el uso intensivo del parque. Las encinas albergan bajo sus ramas, además de la citada retama, otras especies como espino, endrino, escaramujo, romero, tomillo, esparraguera, siempreviva, cantueso o torvisco. Los pinares se replantaron masivamente tras la Guerra Civil, que arrasó la Casa de Campo, aunque ya a mediados del siglo XIX se plantaron casi cuarenta mil y existen ejemplares de más de 200 años. Numerosos topónimos dan cuenta de la existencia de pinares desde muy antiguo.
Junto a los arroyos se dio una vegetación típica de ribera, con fresnos, chopos, olmos, sauces, alisos, sargas y mimbreras y taray. Sin embargo, al ser precisamente estas zonas las más utilizadas por el ser humano ya desde la prehistoria, su vegetación ha variado mucho. Los álamos, blancos y negros, formaban hace siglos extensas alamedas con árboles de gran altura que proporcionaban sombra, pero hoy en día solo se presentan aislados. Uno de estos árboles, de grandes dimensiones y que ya no existe, dio nombre al puente del Álamo Negro y, junto al lago, un paseo conserva el nombre de paseo de los Chopos.
Por su parte, los pocos alisos que quedaban desaparecieron con las inundaciones de 1995. En cuanto al taray, cerca del lago pervive un ejemplar de 250 años de antigüedad. La mayoría de los olmos ha desaparecido debido a la grafiosis. Sin embargo, sí hay varios ejemplares de fresnos en el valle del Meaques. Junto a los arroyos también hay que destacar la presencia de zarzas, que han dado nombre al arroyo de la Zarza y a la zona de El Zarzón. Entre las especies de árboles introducidas cabe destacar el roble, el plátano, el castaño de indias, la morera, el ailanto, la acacia, el cedro, el árbol del amor y el tejo.
En el año 2000, 18 árboles o conjuntos de ellos fueron catalogados como árboles singulares. Se encuentran señalizados mediante unos carteles de madera que los describen.

### Fauna

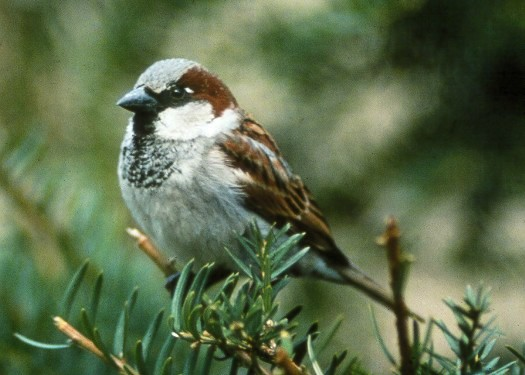
El gorrión es uno de los pájaros más abundantes del parque

En la Casa de Campo se han censado 134 especies distintas de vertebrados (87 de aves, 21 de mamíferos, 14 de reptiles, seis de anfibios y otras tantas de peces). Algunos de estos, como en otros parques, están acostumbrados a la presencia de humanos, y en muchos casos, admiten la comida que se les ofrece.
Las principales aves que podemos encontrar en el parque son: paloma (zurita y torcaz), gorrión, urraca, pico carpintero, pito real, picapinos, estornino negro, cotorra argentina, carbonero, herrerillo, chochín, ruiseñor, oropéndola, verderón, verdecillo, jilguero, pardillo, curruca, mirlo... Entre los fresnos se encuentran abubillas, mochuelos y cárabos y en las riberas de los arroyos, el ánade azulón o real, la gallineta común, el pato cuchara, el porrón común y la focha común, que en años recientes han recibido ejemplares para reforzar las poblaciones del parque. Entre las aves migratorias que paran momentáneamente en el parque cabe destacar: ánsar común, curruca mosquitera, papamoscas, zorzal, lavandera blanca, gaviota reidora o martín pescador. Las cotorras argentinas, introducidas por el hombre como animales de compañía, forman grandes nidos en la copa de los árboles.

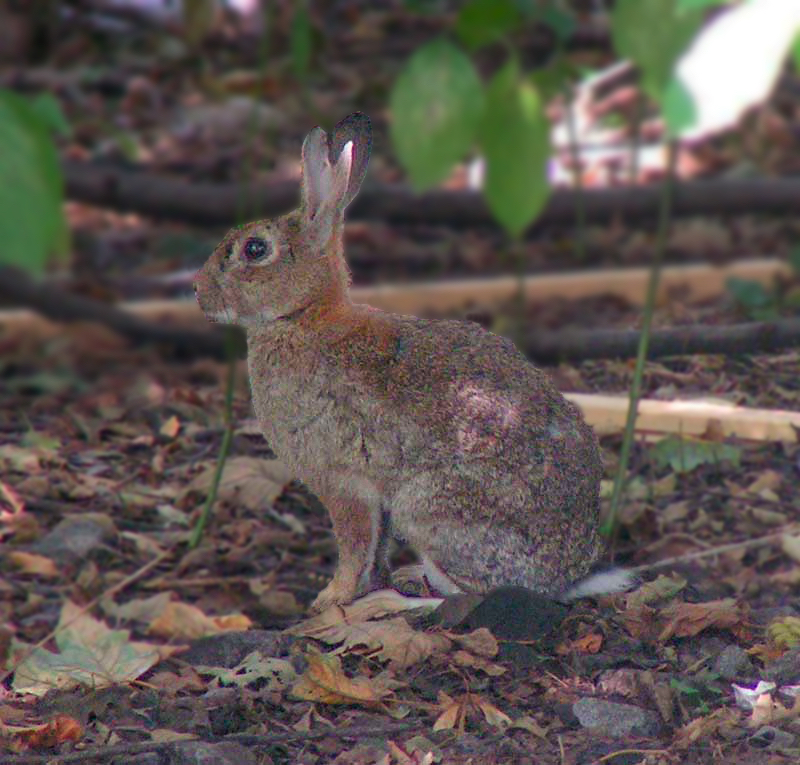
El conejo común, otro de los moradores habituales del parque

Entre los mamíferos cabe destacar los conejos, liebres y ardillas. También hay topos, erizos, musarañas, murciélagos (común y rabudo), lirones careto y ratones. Los conejos fueron numerosísimos en siglos pasados, haciéndose cazas de miles de ejemplares para evitar que acabaran con la vegetación del campo, ya que sus depredadores naturales (zorro, turón, jineta y águila imperial ibérica) rara vez se ven por el parque, aunque sí en el cercano monte de El Pardo. También en algunas ocasiones pueden observarse jabalíes que, procedentes del citado monte, pueden llegar a penetrar en la ciudad. Por último, cabe destacar la presencia de entre 400 y 500 ovejas (merina y churra) que habitan en el parque entre los meses de octubre a mayo.
Los principales reptiles son la lagartija (ibérica, colirroja, colilarga y cenicienta), lagarto ocelado, el galápago (leproso y de florida, introducido por el hombre), salamanquesa y las culebras (de cogulla y bastarda, que puede llegar a los dos metros de longitud). En cuanto a los anfibios destacan varios tipos de sapos (común, corredor y de espuelas), la rana común, el sapillo pintojo y el gallipato.

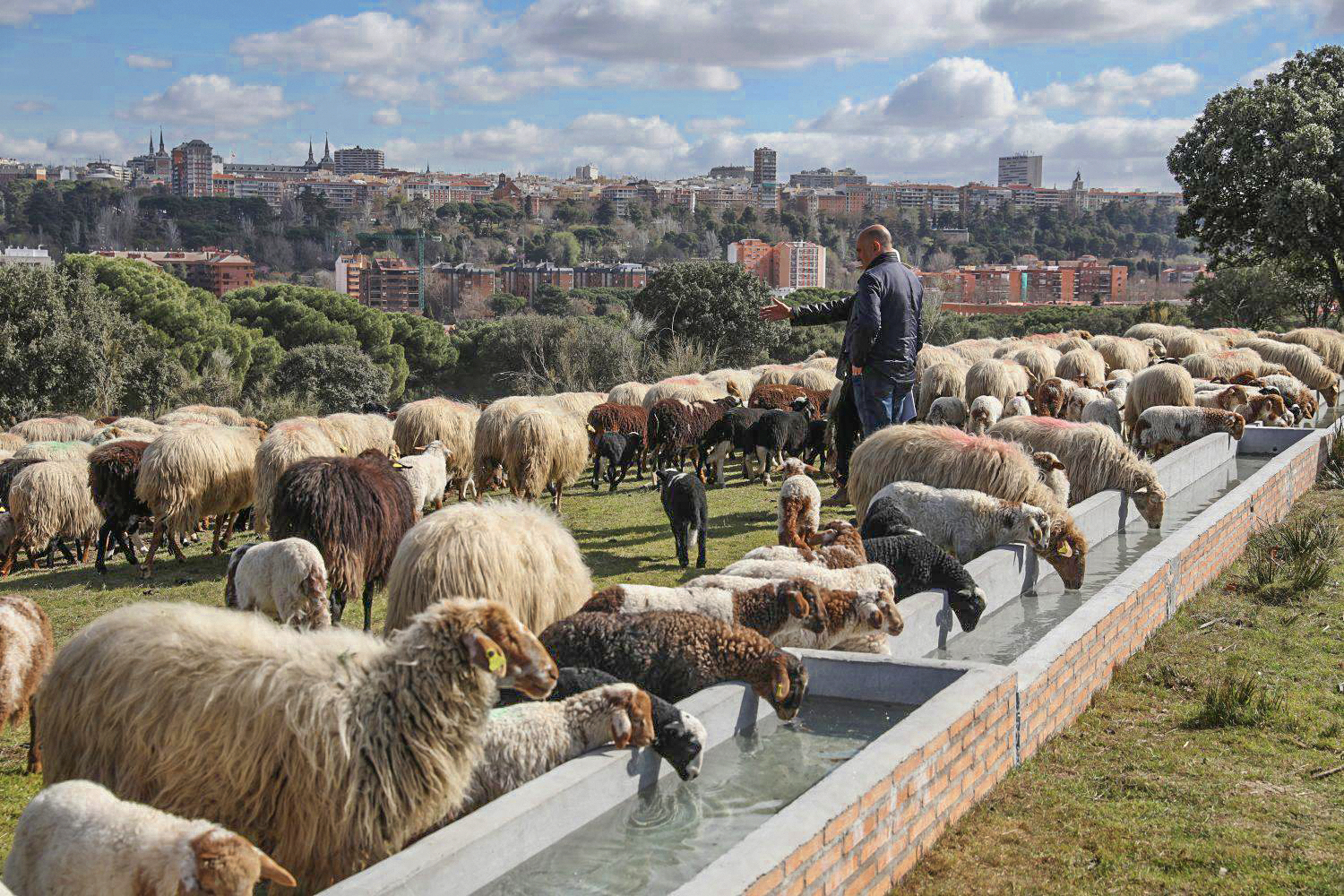
Rebaño de ovejas

Los peces que habitan el lago son la carpa (común y su variedad royal), el percasol, el carpín, la tenca, el barbo, el pez gato y la gambusia. En 2018, cuando se vació el lago para proceder a las obras de remodelación, se sacrificaron 14 000 carpas, de acuerdo a la normativa regional, que las considera especie invasiva.
Entre los insectos destacan saltamontes y escarabajos. Mención aparte merecen los lepidópteros, que cuentan en el parque con un Centro de Divulgación y Conservación. A principios del siglo XX, en la Casa de Campo estaba representado el 30 % de todas las especies de España, aunque desde entonces su número ha descendido en un tercio. En el citado centro se trabaja con 34 especies diurnas y 22 nocturnas de las más de 60 que hay actualmente en el parque.

## Uso del parque e instalaciones
La Casa de Campo es aprovechada por numerosos residentes de la ciudad, especialmente los fines de semana y días festivos. Muchos deportistas aficionados usan el parque para correr, practicar ciclismo, tenis, fútbol, senderismo o natación. También se celebran pruebas de atletismo en el parque, y en el lago de remo, piragüismo y triatlón.
También acude mucha gente a los numerosos restaurantes situados en los antiguos pabellones de la Feria del Campo y a los quioscos en torno al lago. A esto hay que sumar los visitantes de las distintas ferias y acontecimientos celebrados en los pabellones de los recintos feriales y en el Madrid Arena. Se puede acceder mediante autobús, metro, vehículo privado o teleférico.

### Centro de información

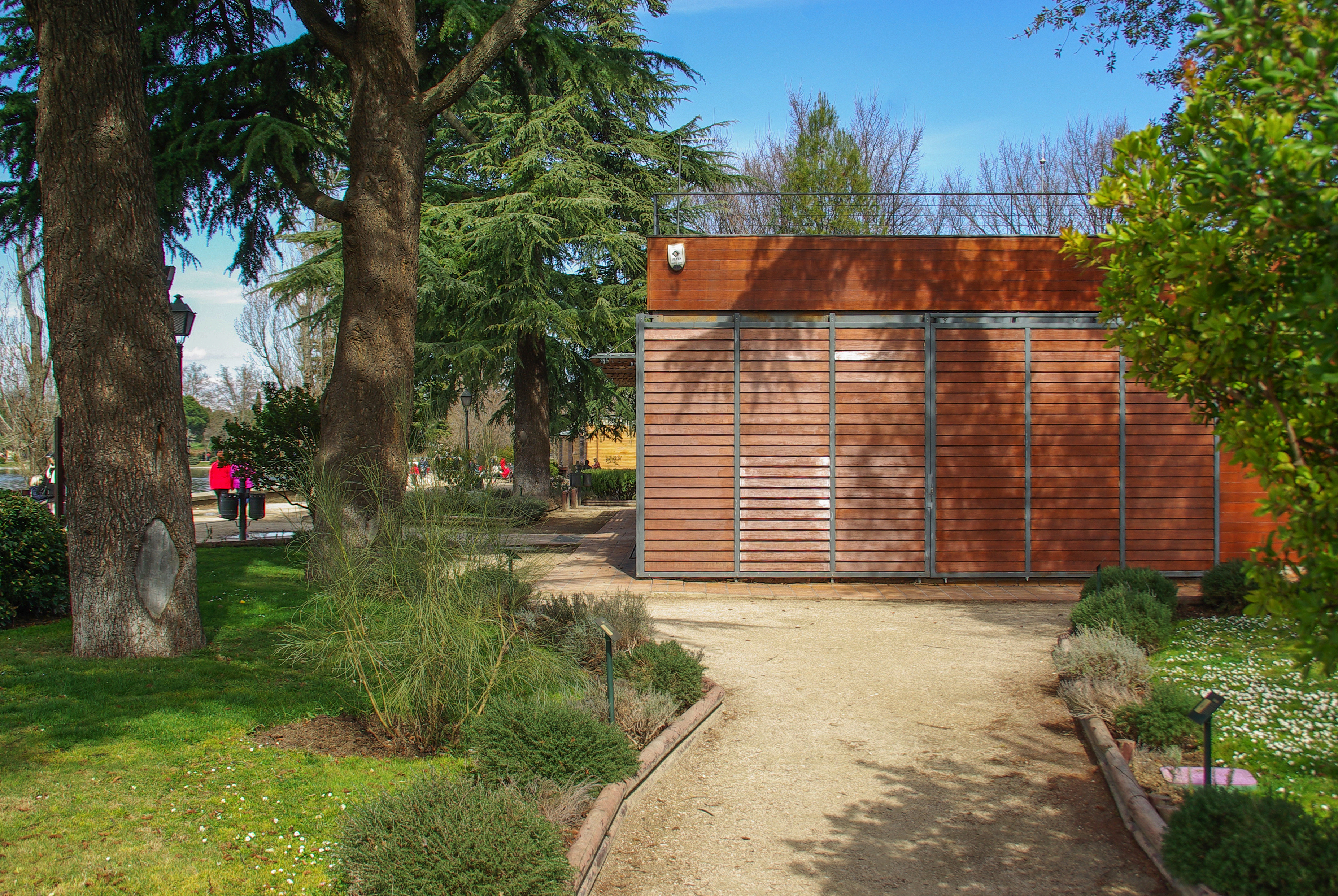
Centro de información

Situado al este del lago, tiene tres plantas. En la primera se sitúa el mostrador de información y una exposición sobre la historia del parque. En el sótano se explica la flora y fauna del lugar con una maqueta del parque y una sala audiovisual. A la azotea ecológica se puede acceder mediante una escalera abatible. Se encuentra abierto de miércoles a domingo de 10:00 a 14:30 y las tardes de viernes, sábado y domingo de 16:00 a 18:30. Además, cuenta con un pequeño acuario en el exterior y organiza visitas guiadas, talleres, jornadas y cursos de forma gratuita.

### El Lago
El entorno del lago es uno de los más visitados debido a su fácil acceso por automóvil y la estación de metro de Lago. Dispone de un embarcadero donde es posible alquilar barcas de recreo o subirse en un pequeño barco a motor. También hay escuelas de remo y piragüismo, cuyas instalaciones fueron inauguradas en 1991. El lago está rodeado por una docena de quioscos de bebidas y comidas y dispone de un gran surtidor de agua visible desde toda la cornisa oeste de la ciudad.

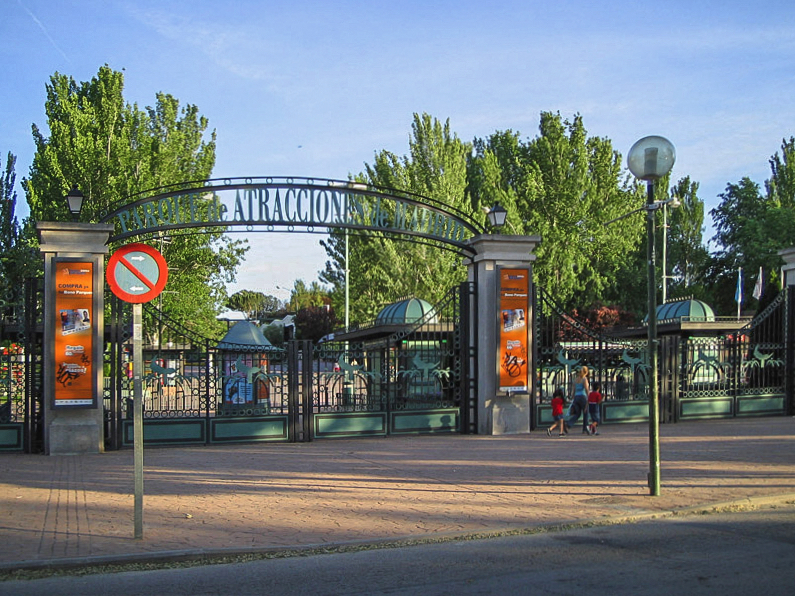
Entrada al Parque de Atracciones

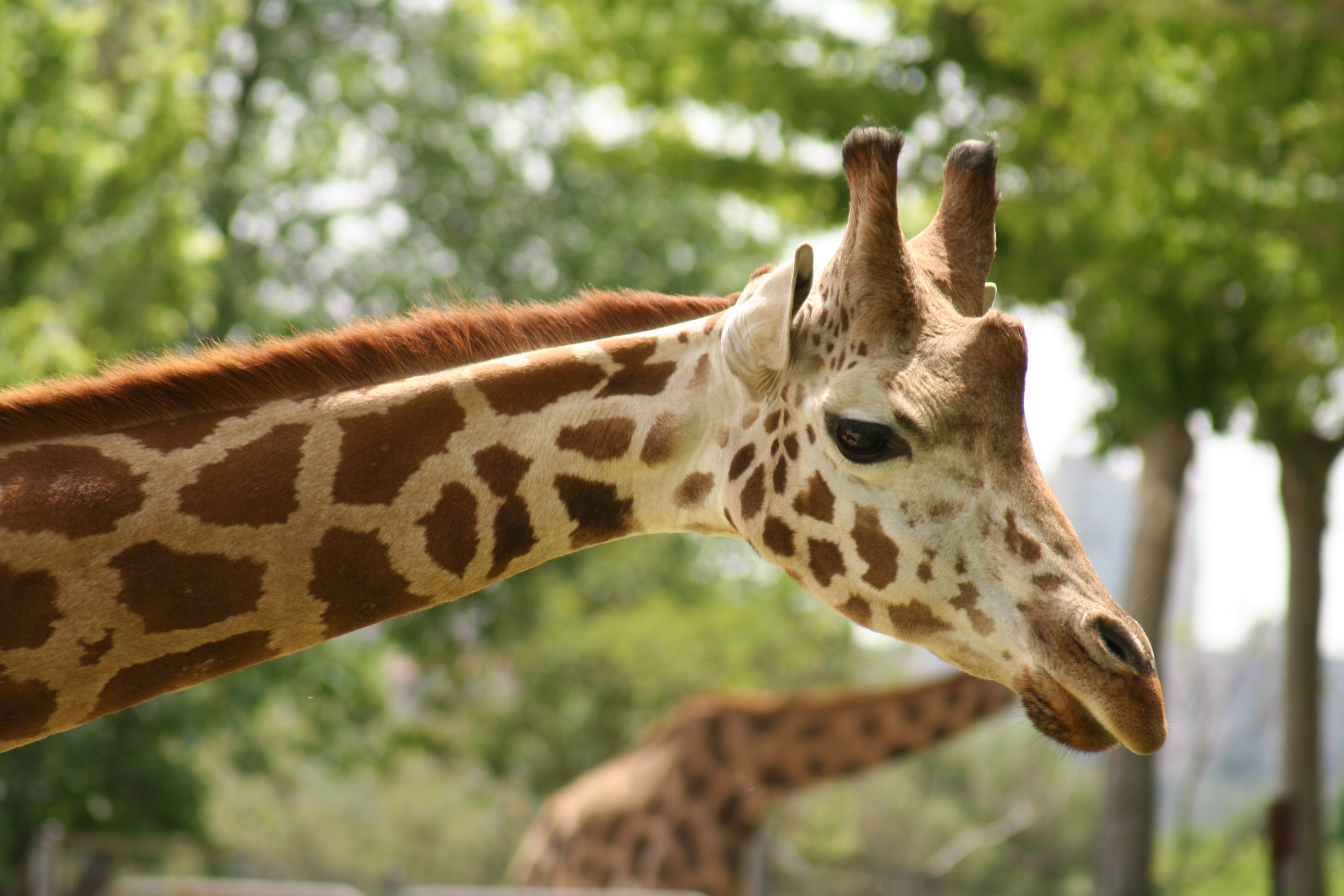
Jirafas del Zoo Aquarium

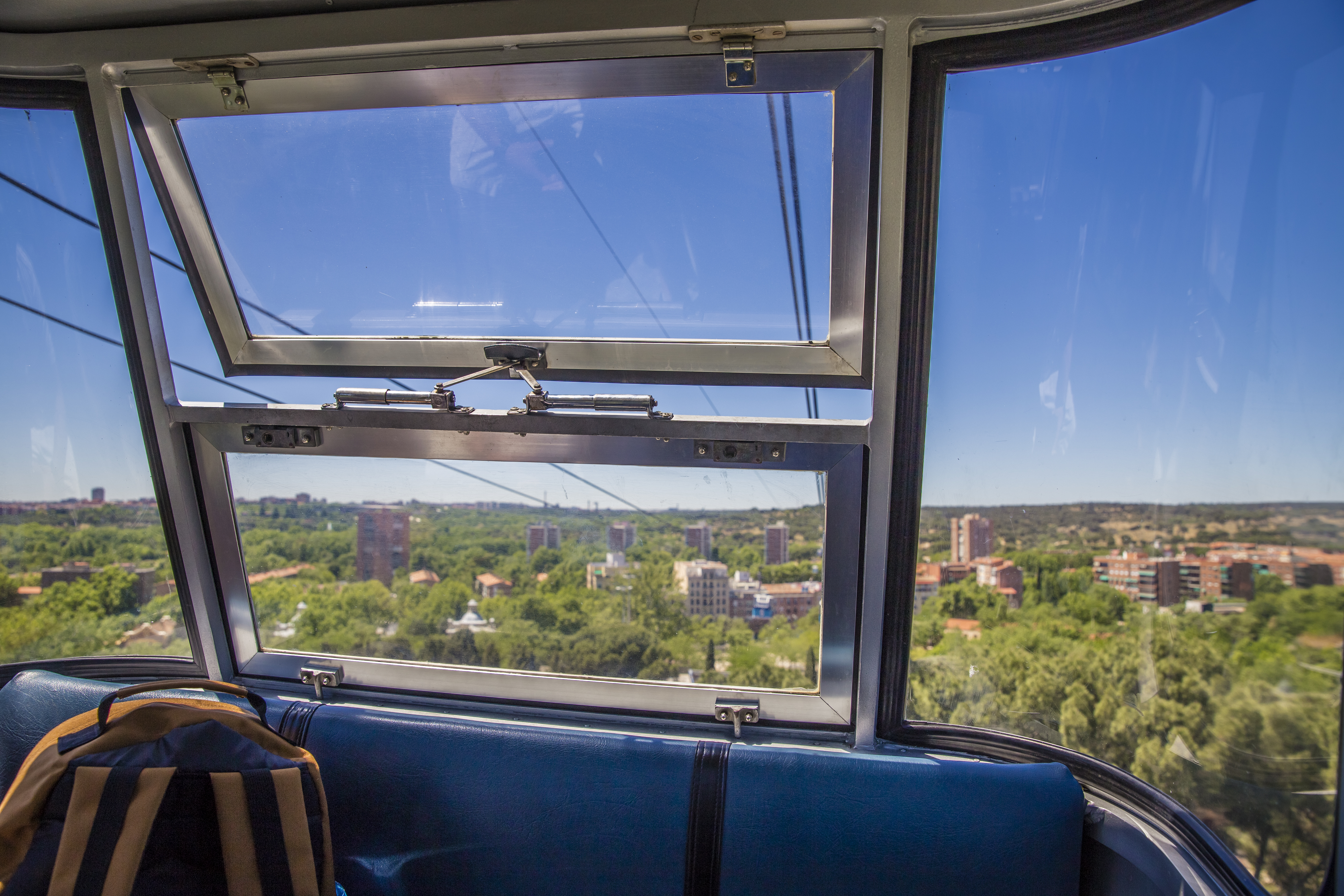
Vistas desde el Teleférico

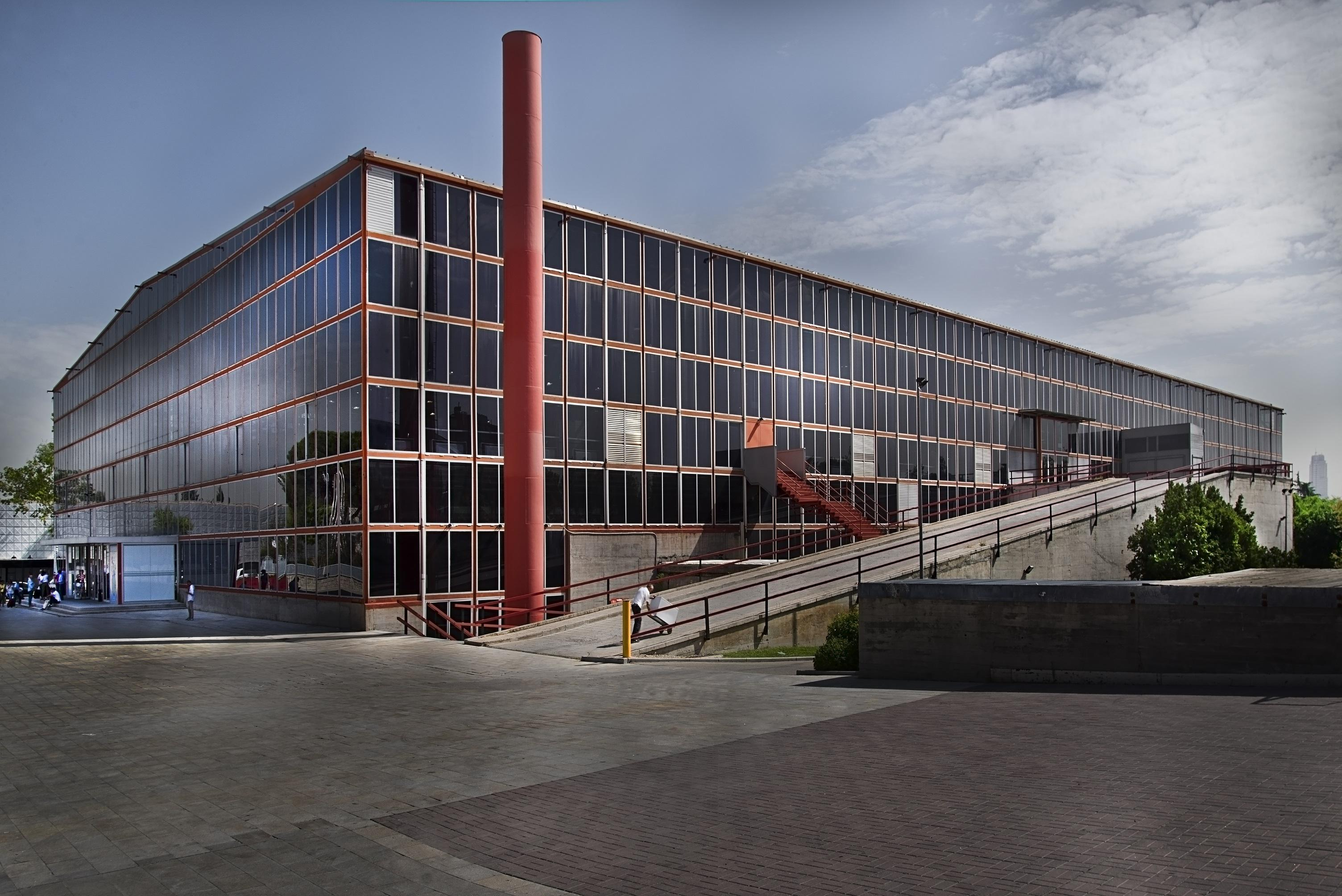
Pabellón de Cristal

### Instalaciones deportivas
Están situadas en su mayoría alrededor del lago, como las canchas de tenis, inauguradas en 1969. También hay una piscina municipal, un circuito de footing y otro de bicicletas de 11,5 km. Los domingos y festivos de 9:00 a 15:00 se realiza el Circuito de Ciclismo Enrique Otero, con asistencia médica y furgoneta para reparación de bicicletas. Su recorrido es de 9 km con dos ramales, uno llano de 750 metros y otro con subidas y bajadas de 1800 m.

### Parque de Atracciones
Inaugurado el 15 de mayo de 1969, cuenta con dos puertas, una por Zona Tranquilidad y otra por Nickelodeon Land, próxima al metro de El Batán.

### Zoológico
Con acceso desde la avenida de Portugal, el Zoo Aquarium de Madrid, inaugurado en 1972, dispone de un delfinario (1987) y un acuario (1995).

### Teleférico
El Teleférico une la zona central de la Casa de Campo con el terminal situado en el paseo del Pintor Rosales. Dispone de 80 cabinas que recorren 2,5 km.

### Recintos feriales
El origen de la Feria del Campo, antecedente de los actuales recintos feriales, se remonta a 1919, cuando se cedió a la Asociación de Ganaderos del Reino una parcela, en el mismo emplazamiento, para exposición y concurso de ganado.
Situados junto a la avenida de Portugal, los recintos feriales ocupan una extensión de 67 ha, con 4 ha al aire libre y 33 000 m² cubiertos:
- Pabellón de Cristal, de Asís Cabrero (1964), el más emblemático del recinto, con gran espacio diáfano y con superficie de 20 200 m².
- Pabellón de La Pipa, que se llama así por su forma, con una superficie de 8260 m². Fue reconvertida en 2013 en oficinas de la Policía Nacional.
- Pabellón de Convenciones, con una superficie de 2721 m².
- Pabellón XII, con 2582 m².
- Pabellón de Autoridades.
- Teatro Auditorio de 660 butacas.

En uno de los pabellones, la Audiencia Nacional de España ha celebrado varios juicios, como el de los atentados del 11 de marzo de 2004.

### Paseo de la gastronomía
Varios de los pabellones de la antigua Feria del Campo, construidos en los años sesenta del siglo XX siguiendo la arquitectura típica de diversas regiones españolas, fueron posteriormente reconvertidos en restaurantes, denominándose a la zona Paseo de la Gastronomía. Entre estos restaurantes destacan A Casiña (instalado en el antiguo pabellón de Pontevedra, en el que fue pazo de Campoluengo), Currito en el pabellón de Vizcaya, El Bosque Sagrado en el pabellón de Asturias, El Caserón de Araceli en el pabellón de Burgos, El Colonial de Mónico en un remodelado pabellón de Valencia, El Palacio de la Misión en la antigua Casa de Cáceres, Guipúzcoa, La Masía de José Luis en la antigua Masía catalana, La Pesquera (en el antiguo pabellón de Toledo, con una réplica de la Puerta de Bisagra) y Ondarreta en la antigua casa regional de Segovia.

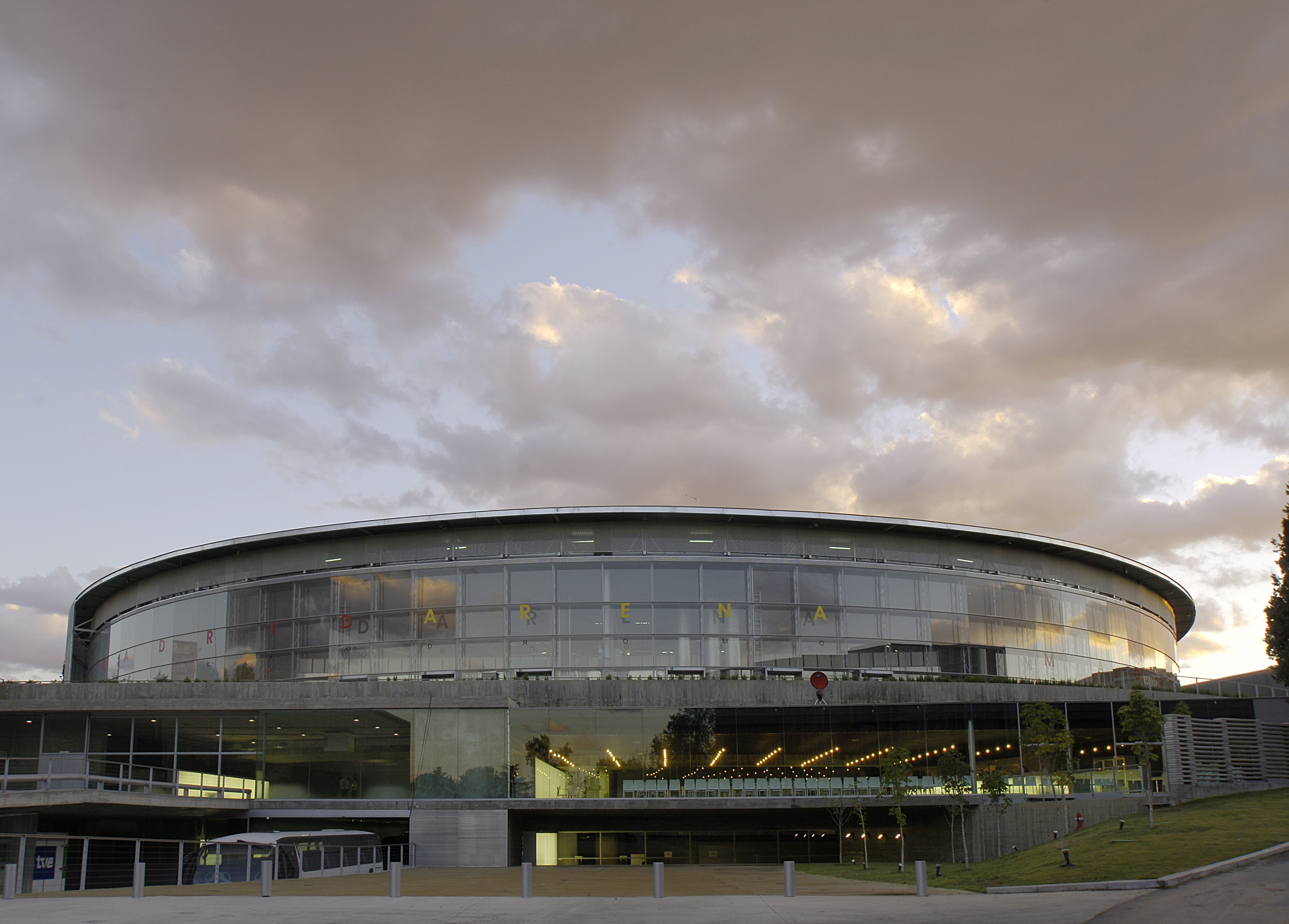
Fachada del Madrid Arena, realizada en cristal y acero

### Pabellón Madrid Arena
Este vanguardista pabellón multiusos se construyó como parte de las instalaciones previstas para la candidatura olímpica Madrid 2012. Se edificó a partir del estadio al aire libre conocido popularmente como el rockódromo, por celebrarse en su recinto especialmente conciertos de rock.

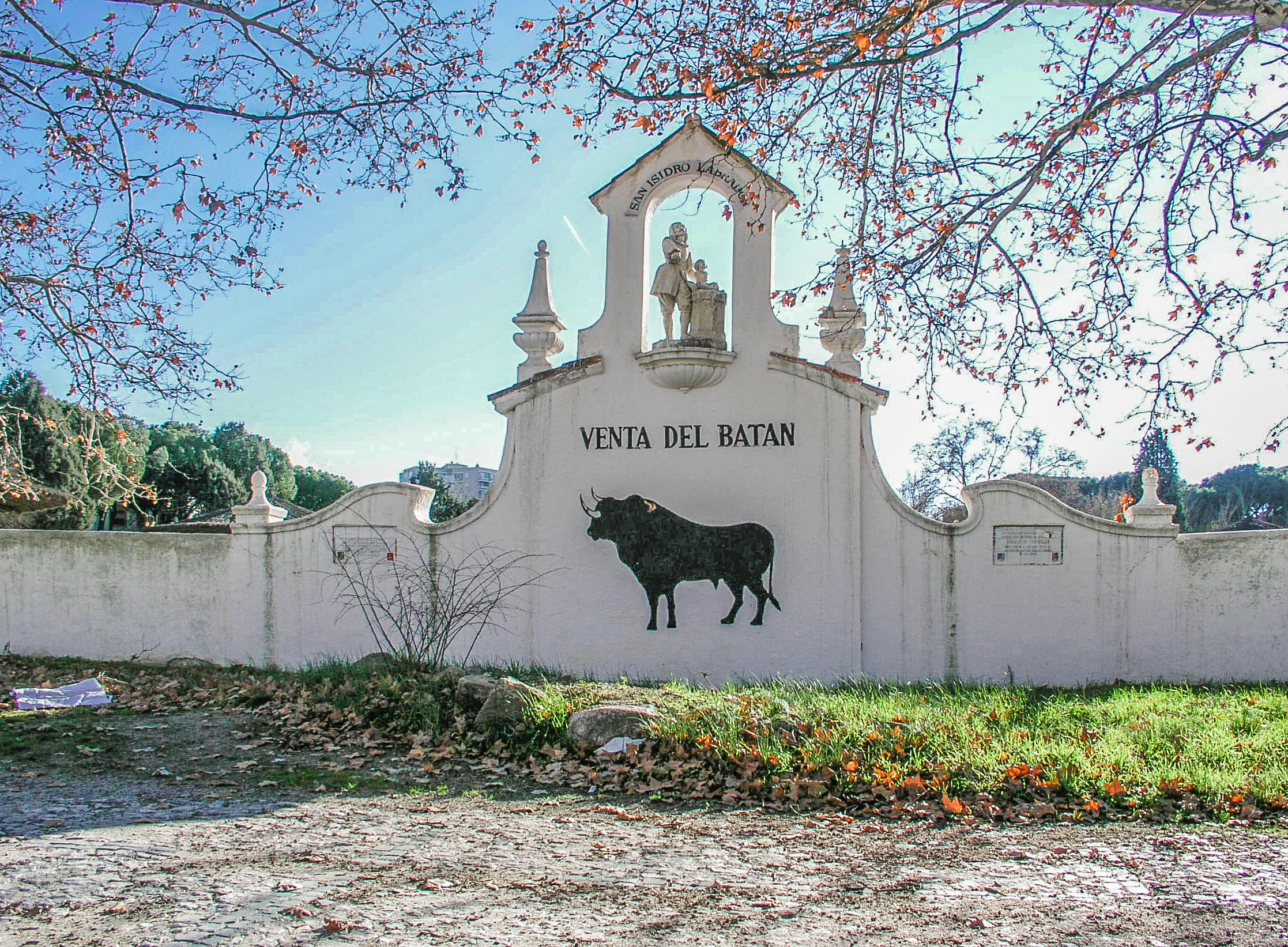
Venta de El Batán

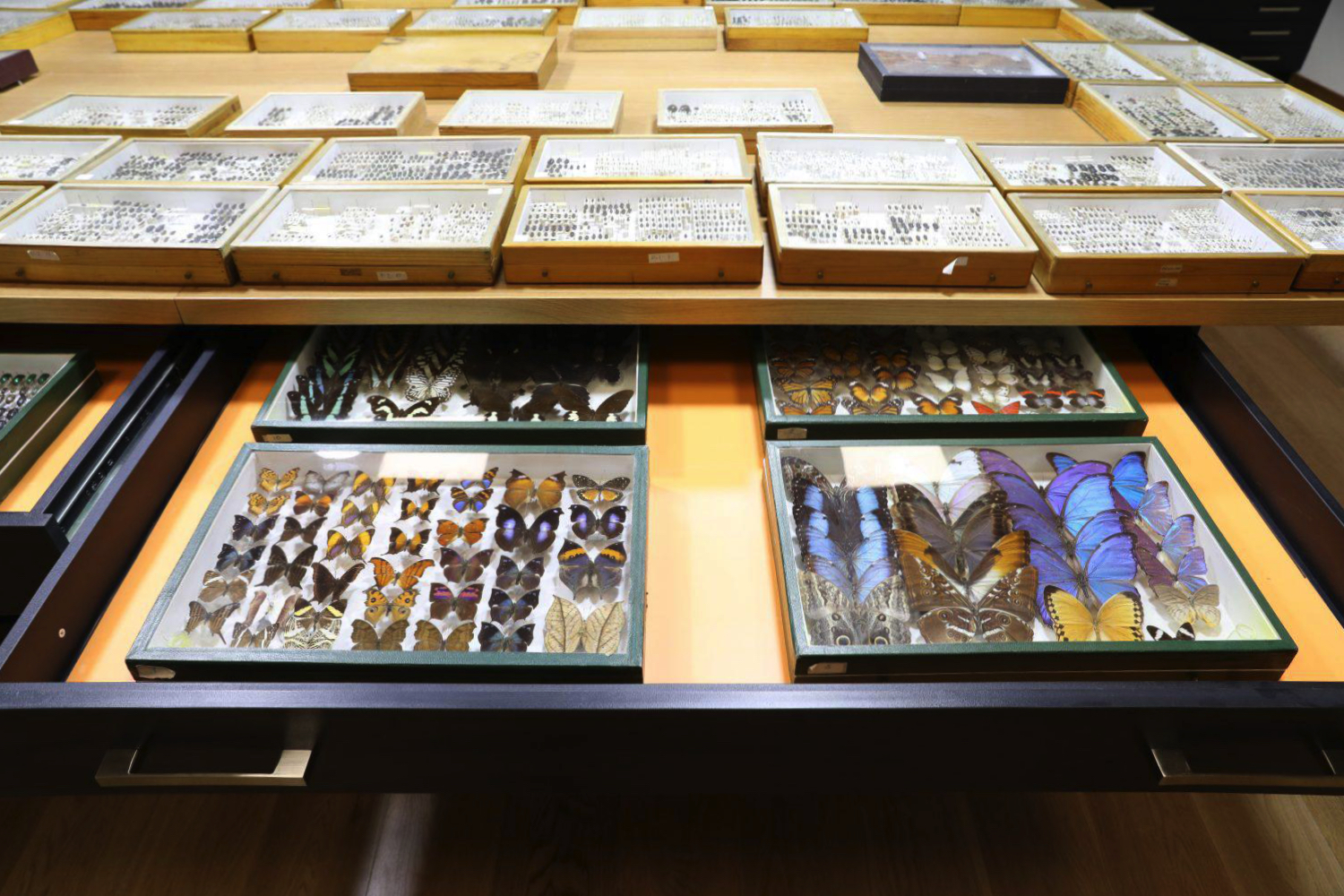
Muestras de mariposas del Centro Entomológico Manuel Ortego

### Venta de El Batán
La Venta de El Batán era el lugar tradicional de exhibición de los toros en los días previos a su lidia en la plaza de toros de Las Ventas. Aquí podían ser visitados por el público, pero desde hace unos años no se permite debido a la enfermedad de la lengua azul. Acoge también la Escuela de Tauromaquia de Madrid.

### Albergue Juvenil Richard Schirrman (cerrado)
Además del albergue, que lleva el nombre del fundador del primer albergue juvenil del mundo, acoge en sus instalaciones el Centro de Recuperación de Rapaces Nocturnas Brinzal, la Escuela de Circo Carampa y la Asociación para la Recuperación del Bosque Autóctono ARBA.

### Centro Entomológico Manuel Ortego
Situado junto al lago, cuenta con una de las colecciones de coleópteros (escarabajos) y lepidópteros (mariposas) más importantes de España, que se estima en 19023;ejemplares donados por la familia Manuel Ortego Gamboa al ayuntamiento de Madrid.

## Puntos históricos de interés

### Palacio de los Vargas

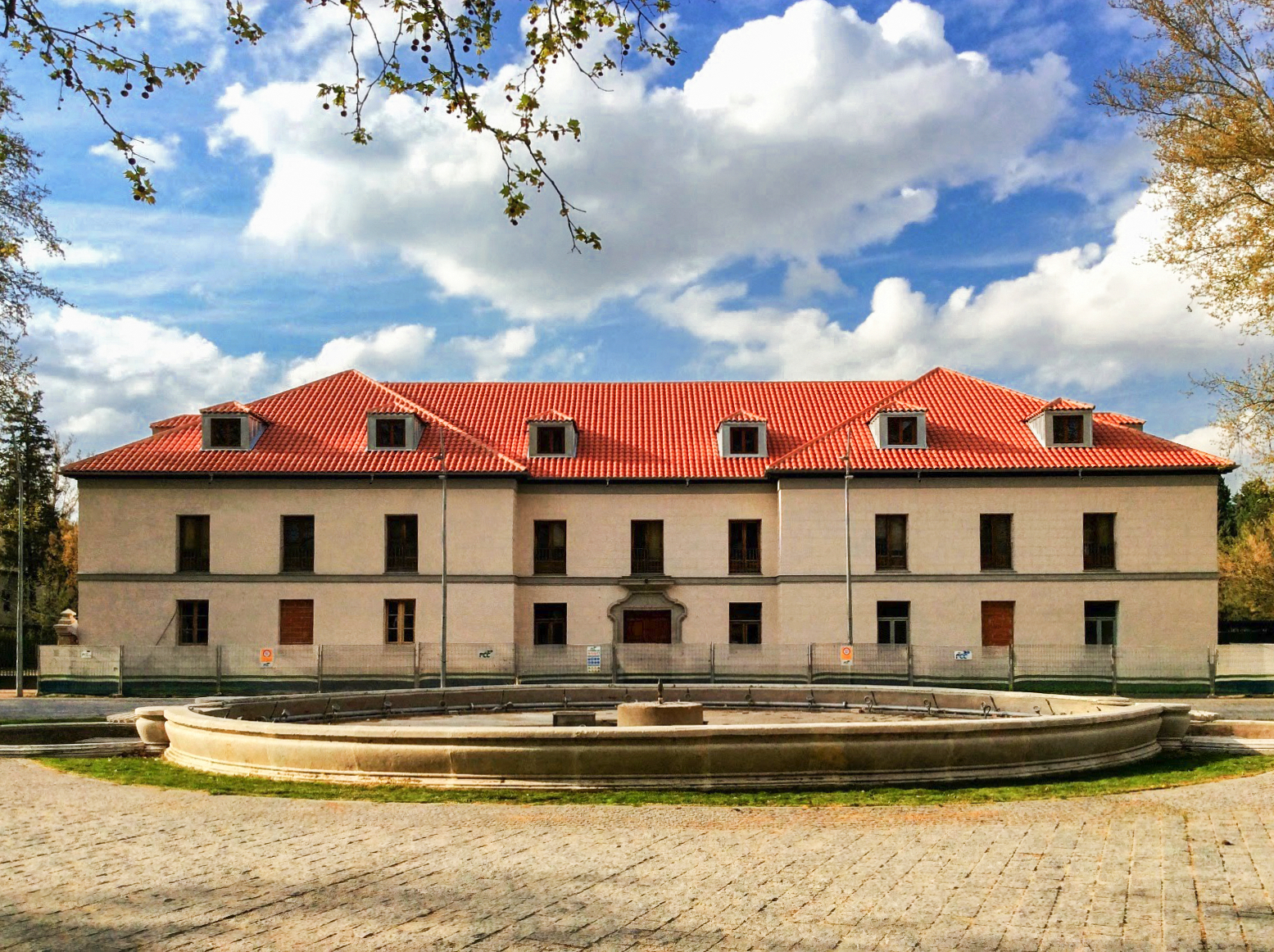
Vista del Palacete de los Vargas, una vez finalizadas las obras de 2014 y 2015, en las que recobró el aspecto que le dio Sabatini en el

El primitivo Palacete de los Vargas apenas fue intervenido cuando Felipe II se hizo con la propiedad, más allá de ciertas obras de adecuación y acondicionamiento. En 1773 el arquitecto Francesco Sabatini procedió a su remodelación, alterando sustancialmente su configuración original. En 1967 fue nuevamente transformado, según un proyecto de Manuel Herrero de Palacios, que desdibujó la apariencia clasicista que le imprimió Sabatini. Entre 2014 y 2015 el arquitecto Cleto Barreiro le hizo una nueva reforma, en la que se suprimieron los añadidos del siglo XX, con objeto de recuperar la apariencia que el palacio tuvo en el siglo XVIII. Su último uso ha sido administrativo, como sede de la Concejalía de Deportes del Ayuntamiento. Aunque en la actualidad no se utiliza, la declaración de 2010 de la Casa de Campo como Bien de Interés Cultural prevé para el edificio «un uso característico cultural y/o museológico, ligado preferentemente a hechos o actividades relacionados con el Sitio Histórico».

### Galería de las Grutas
Se trata de unas salas o Lonja del siglo XVI, que estuvieron decoradas con fuentes, esculturas y motivos inspirados en la naturaleza. Solo se mantienen en pie una y parte de otra. Se encuentra junto al Palacio de los Vargas.

### Puente de la Culebra

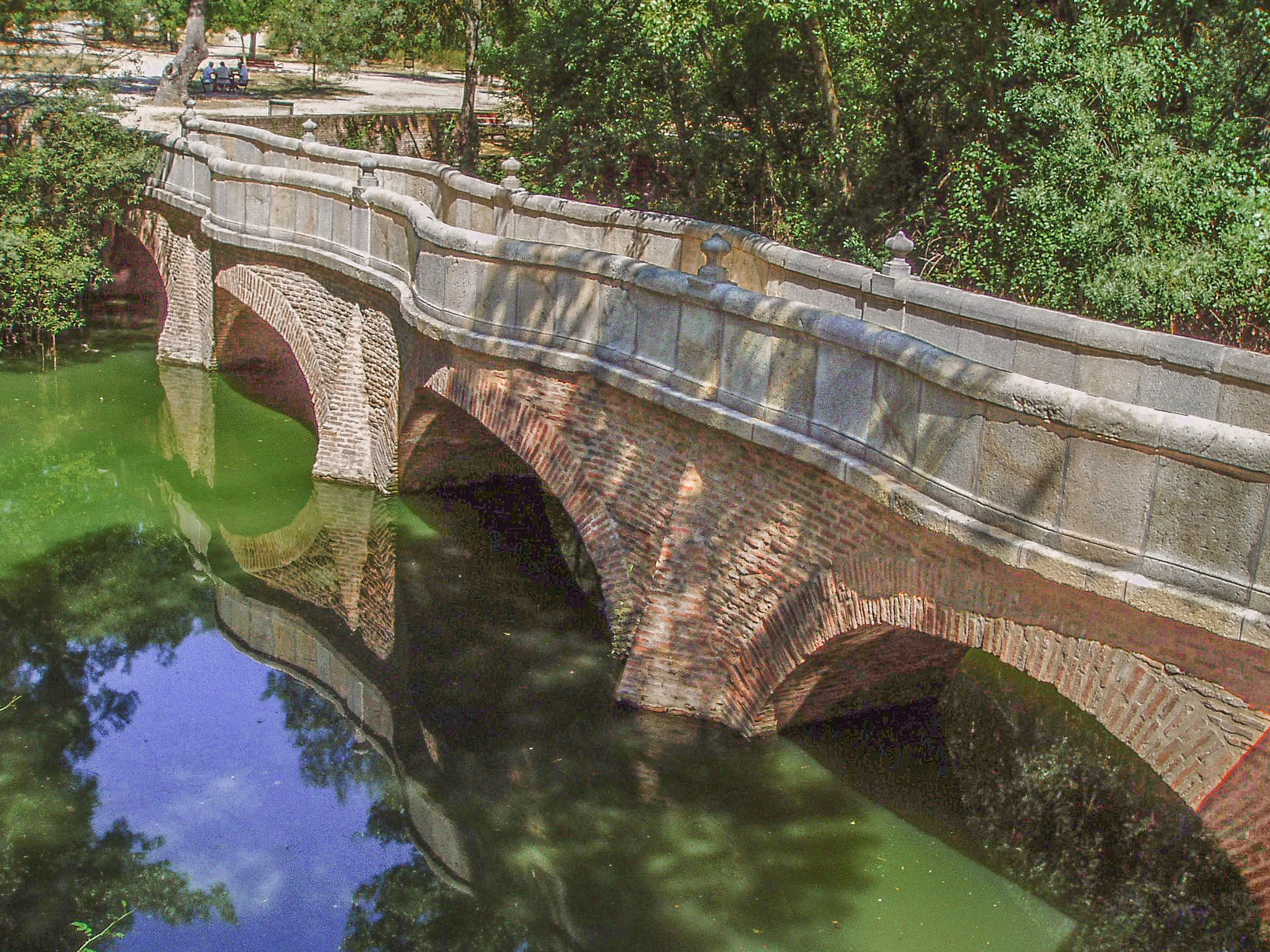
Puente de la Culebra, de Pedro de Ribera

Obra del arquitecto madrileño Pedro de Ribera fue construido en 1723 por orden del Marqués de Vadillo, siendo la obra artística más representativa de las que perduran en toda la Casa de Campo y un curioso ejemplo de arquitectura barroca italiana en Madrid. Ribera construyó otro puente en la Casa de Campo el de Los Neveros.
El de la Culebra se encuentra en la zona conocida como El Zarzón, situada en el vértice suroeste del recinto. junto a la Portillera del Batán. en el Cuartel de Rodajos, donde una pequeña presa remansa las aguas del arroyo de los Meaques, rodeado de zarzas y espesa vegetación.
El puente servía para el conteo del ganado que iba a los prados de Carabanchel.

### El Reservado

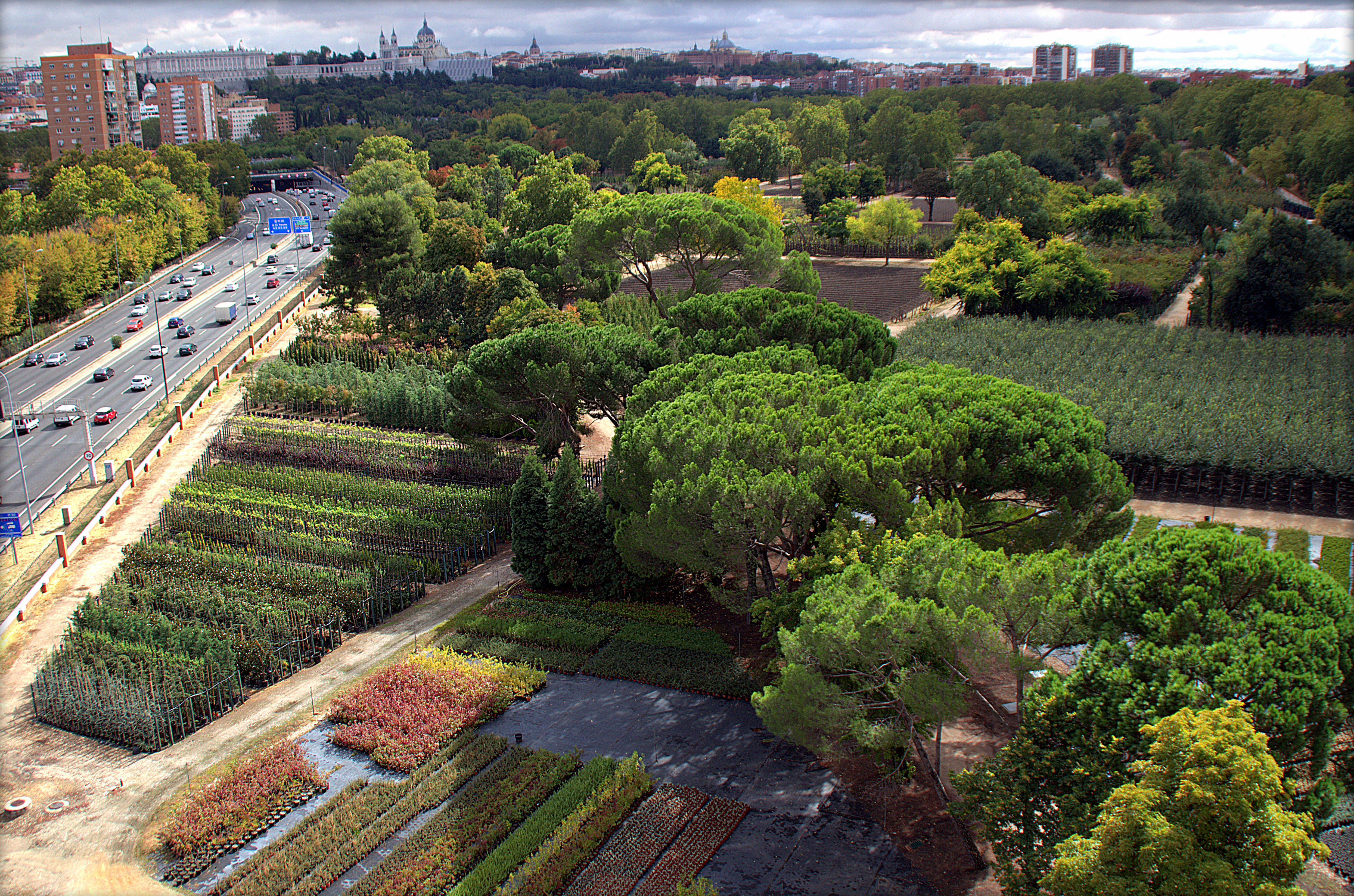
Viveros

Se conoce con este nombre a los jardines situados junto al palacete de los Vargas y que eran los Jardines Reservados de Felipe II donde se encontraba la Galería de las Burlas.

### La tapia

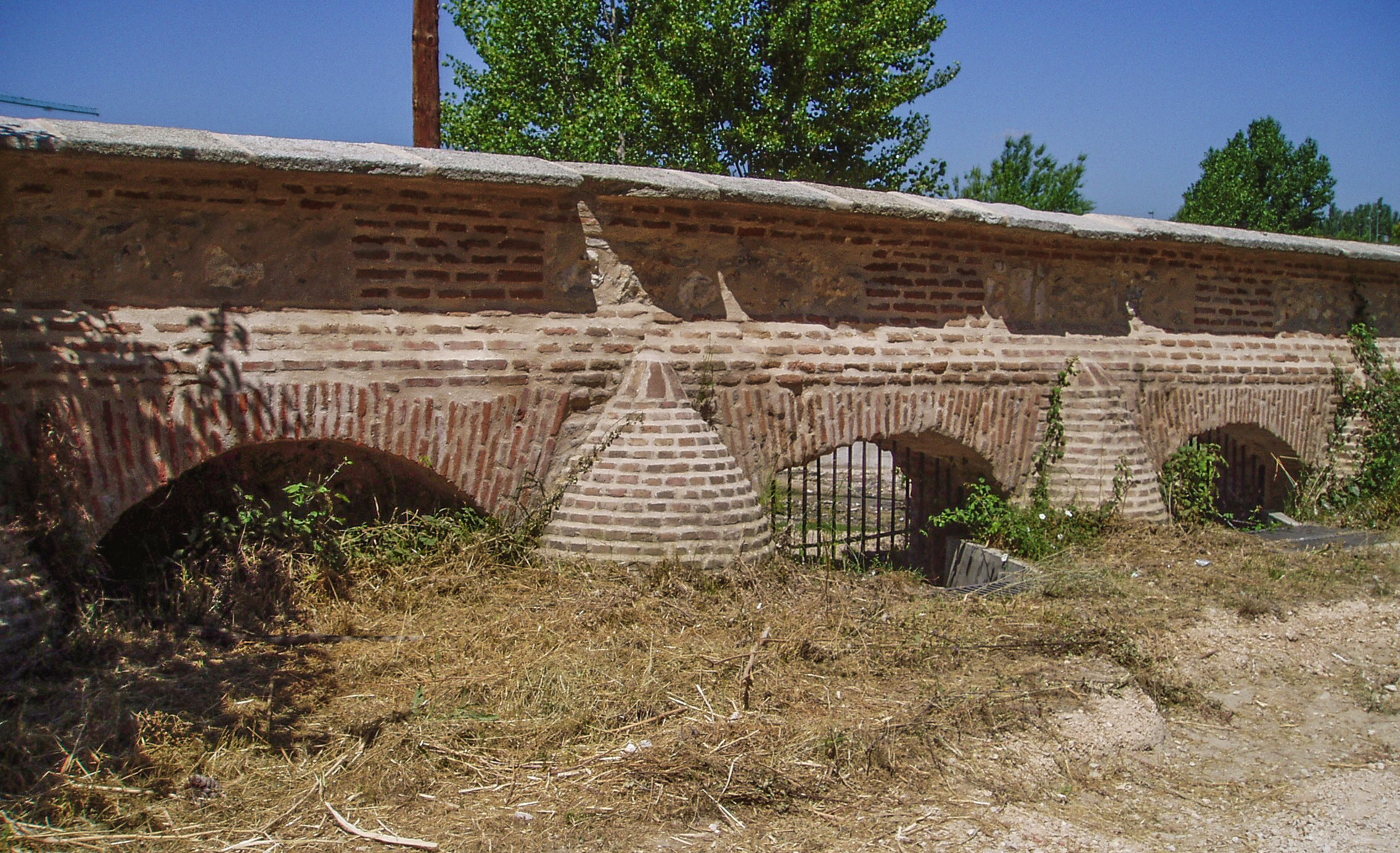
Rejas de Prado del Rey bajo la tapia oeste en el arroyo estacional de Vallipuente. Fueron diseñadas por Ventura Rodríguez para permitir el paso del agua a la vez que impedían la salida de la caza

Gran parte del perímetro de la Casa de Campo está delimitado por la antigua tapia reformada por Sabatini sobre otra anterior. Tiene sesenta centímetros de espesor y está realizada mediante machones y verdugadas de ladrillo con paños de mampostería de piedra y mortero de cal. En la parte superior está cubierta con albardillas de granito. En algunas partes se encuentra derruida y en otras reconstruida.
La tapia está jalonada por una serie de puertas por las que se accedía desde los caminos que llegaban de las localidades próximas. Normalmente eran de piedra, con dos o más pilastras verticales con adornos en la parte superior y verjas de hierro. La mayoría han desaparecido, aunque perduran las que dan acceso al Club de Campo, que eran las antiguas puertas de Aravaca y de Castilla.
También había portillos, para el paso de personas, como los de La Agachadiza, Casa Quemada, Los Pinos o El Batán, reconstruido.
Otro elemento interesante de la tapia son las rejas, aperturas practicadas en la parte baja de aquella en su confluencia con los arroyos, que permitían la entrada del agua, pero al mismo tiempo protegían de los extraños con sus rejas de hierro. En la mayoría de los casos es un conjunto de tres rejas, con la central de mayor tamaño. Los estribos laterales, para resistir las crecidas, tiene forma de tajamares. Las rejas son basculantes, para poder abrirse en caso de fuertes riadas. Todavía perduran las de la de la Guadaña en el arroyo de los Meaques, Prado del Rey, la del Rey y dos en el de Antequina; la de la Platas y Antequina o Siete Rejas.

### Puente Alto

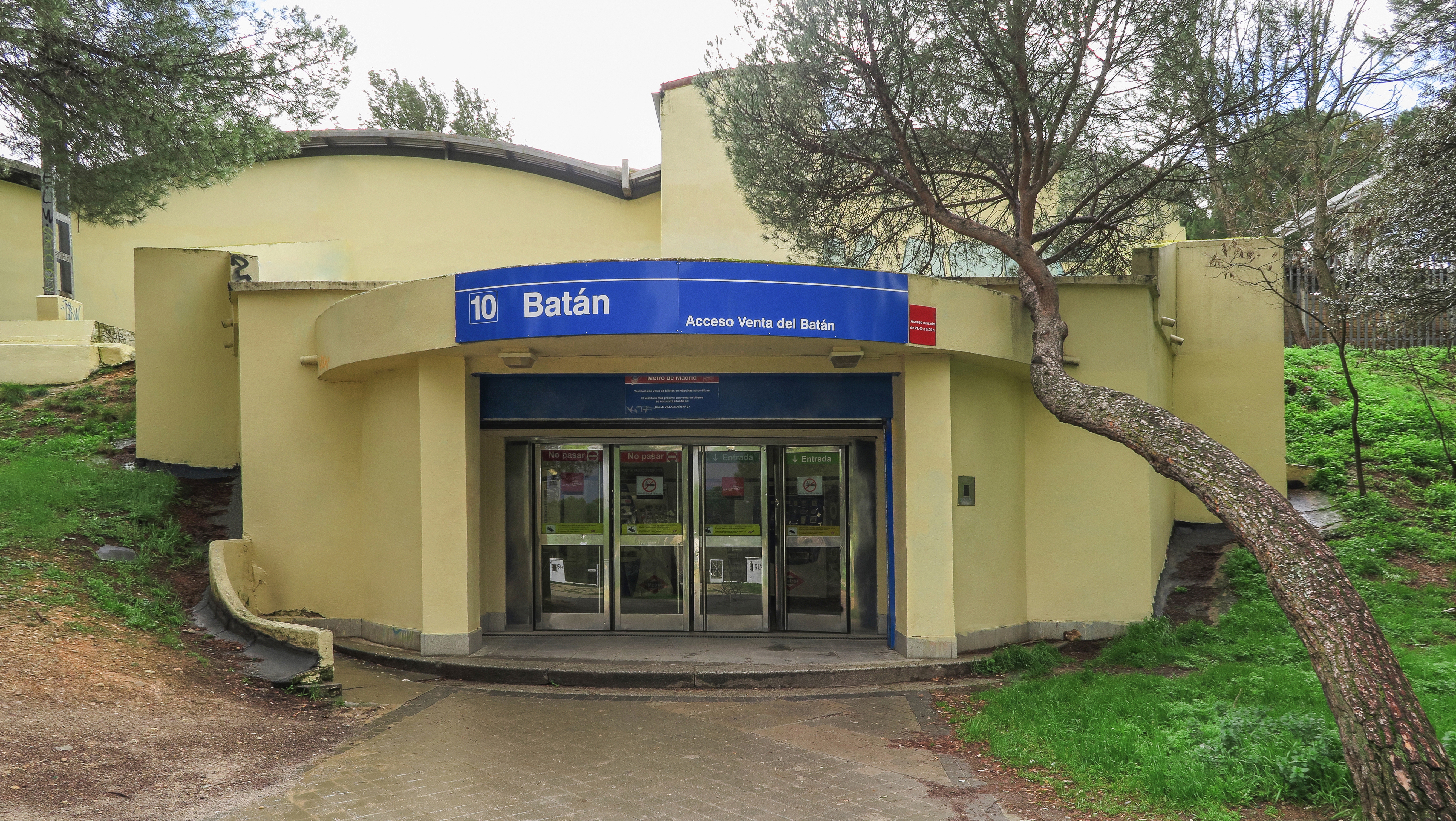
Uno de los accesos a la estación de metro de El Batán

El puente del ferrocarril, situado en la zona norte, fue construido en 1860. Es de ladrillo y granito con un arco de medio punto. Cruza sobre el camino de los Robles. 

### Fuentes

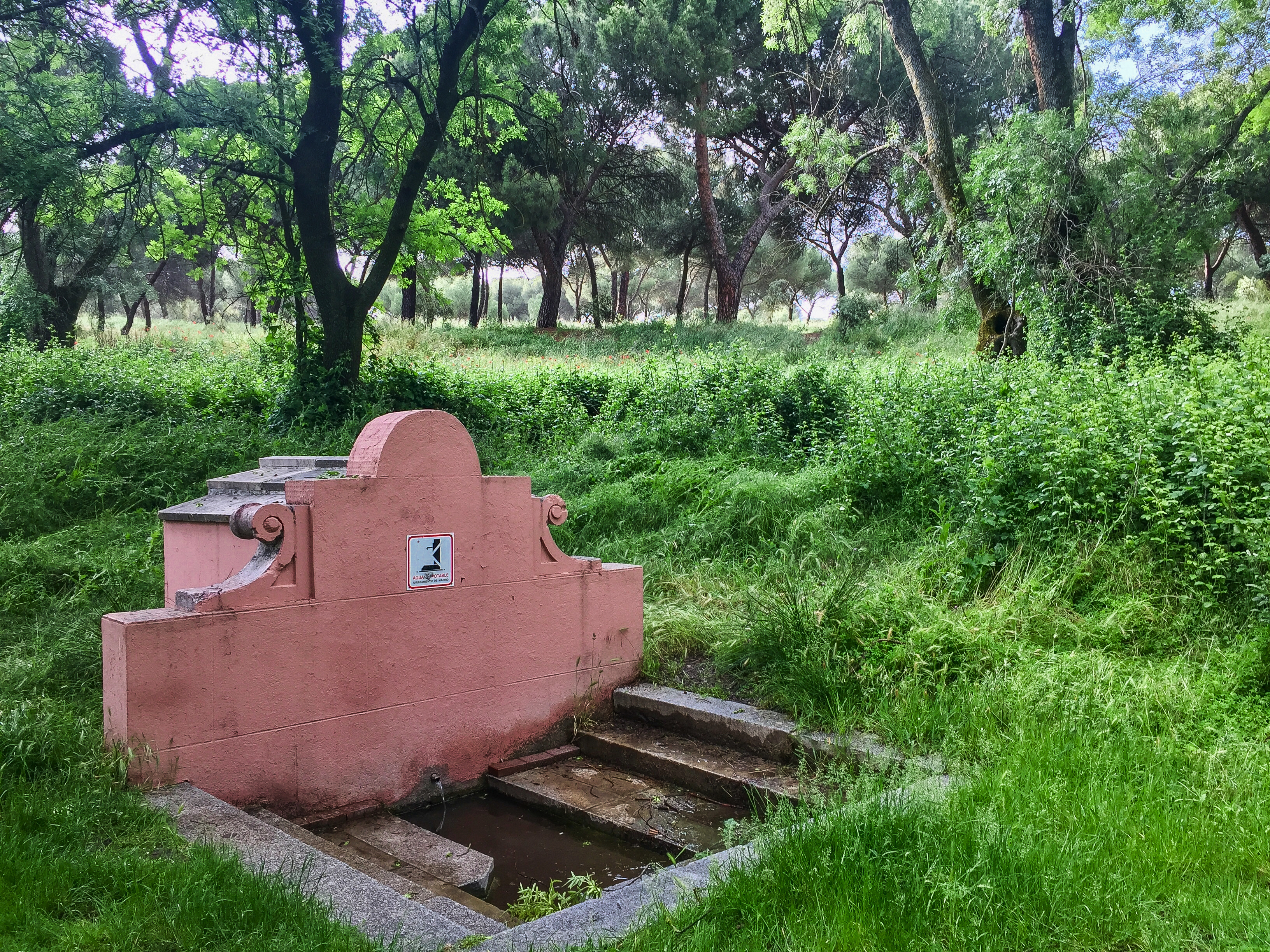
La fuente del Zarzón está considerada una de las más antiguas del parque, de 1898

### Restos de la Guerra Civil
En la Casa de Campo perduran numerosos restos de la Guerra Civil, como trincheras y búnkeres. Cerca del puente de la Culebra pueden verse restos de una posición de retaguardia del ejército nacional.

### Huerta de la Partida
Situada en lo que actualmente es el ángulo sureste de la Casa de Campo, la Huerta de la Partida original databa del siglo XVI y se creó para dar servicio al palacio de los Vargas, para lo cual se construyó el canal de riego denominado de La Partida, procedente del arroyo de los Meaques, que por entonces pasaba próximo a esta zona, aunque actualmente discurre entubado en este último tramo. Con el paso del tiempo la huerta perdió su función, sobre todo a partir del siglo XX. En 1928 se estableció sobre sus terrenos una parcela de experimentación de plantas medicinales.
Dentro del plan de soterramiento de la M-30, en mayo de 2007 se inauguró una recreación de la zona, en la que se han plantado 837 ejemplares de árboles frutales ordenados en hileras. Entre estos se incluyen nueve tipos: almendros, membrillos, perales, ciruelos, olivos, nogales, manzanos, moreras e higueras, cuyos troncos están pintados de cal como era tradicional antiguamente. El proyecto, que también incluye un arroyo de 480 metros, tuvo una inversión de 2,8 millones de euros.

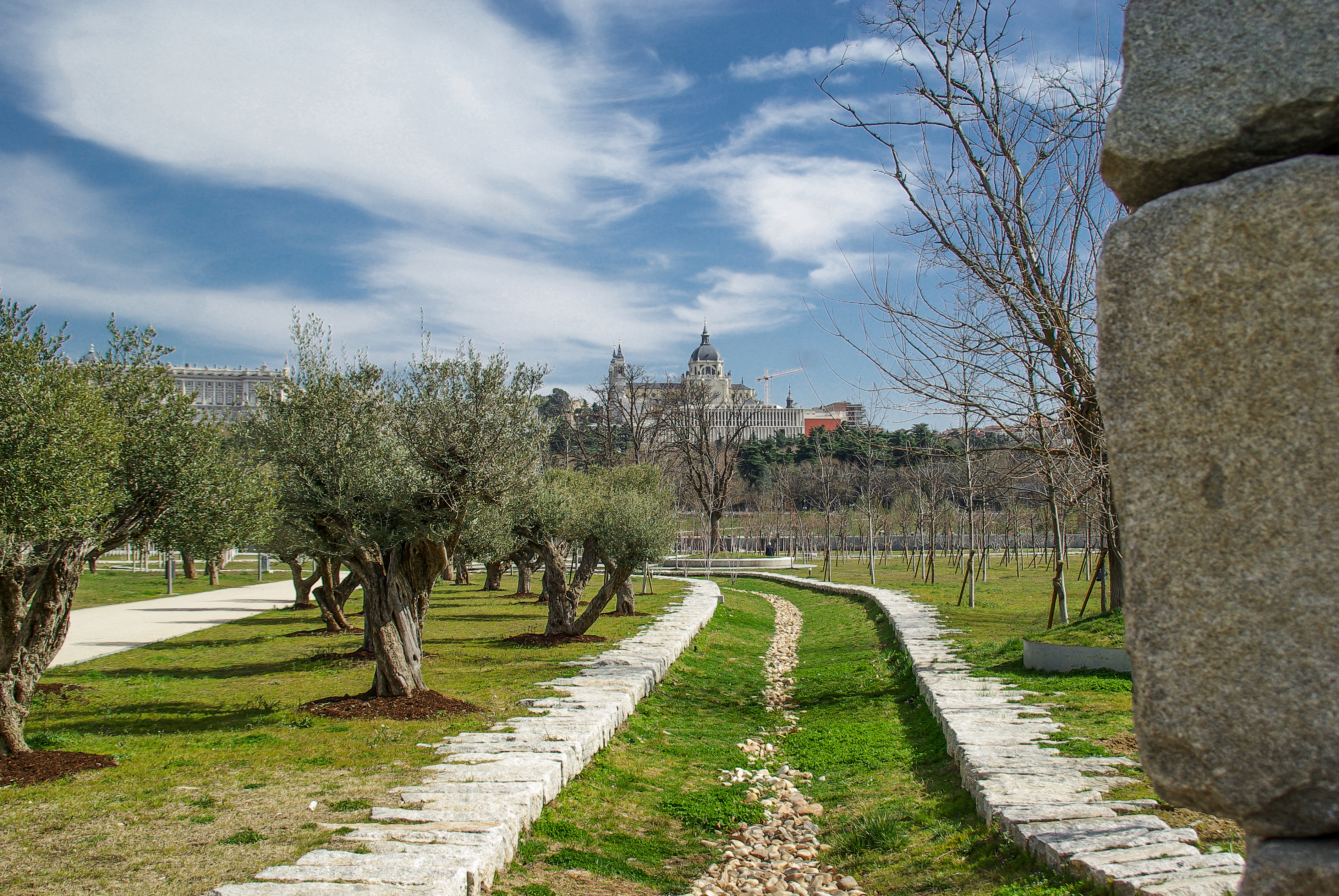
Huerta de la Partida

### Elementos desaparecidos o trasladados
Entre los elementos desaparecidos o trasladados del parque merecen destacarse los siguientes:
- Estanque Grande o Estanque de Patines, que estuvo cerca del lago actual y se utilizaba, como ya se ha dicho, para patinar. En su lugar se sitúa hoy un estacionamiento y un campo de fútbol con aseos públicos que se localizan junto al actual lago.[28]
- Iglesia de la Torrecilla, de la cual solamente quedan algunos restos de los cimientos que permiten ver su dimensión original.
- La Era, un campo empedrado por la zona del lago, actualmente rehabilitada.
- Antiguo cementerio de empleados. Los empleados del sitio vivían aquí y se les enterraba aquí cuando fallecían.
- Las Caceras de riego de tiempos de Isabel II.
- Casa Quemada, junto al portillo que comunicaba con el camino de Aravaca, en el cerro del Portillo, donde había un guarda y que durante la Guerra Civil sirvió de protección al cerro Garabitas, centro de actuaciones del ejército franquista.
- Fuente del Águila, en El Reservado, construida durante el reinado de Felipe II por el florentino Giovanni Angelo Montorsoli y desmantelada en 1890 para ser instalada en el patio de la Casa de la Compaña, sede del Real Centro Universitario María Cristina, en San Lorenzo de El Escorial. Desde el año 2000 se exhibe en este lugar una réplica, mientras que la fuente original permanece en depósito para su mejor conservación.
- Fuente del Pequeño Tritón, instalada en la Casa de Campo a mediados del siglo XIX y trasladada posteriormente al parque del Buen Retiro, también en Madrid..

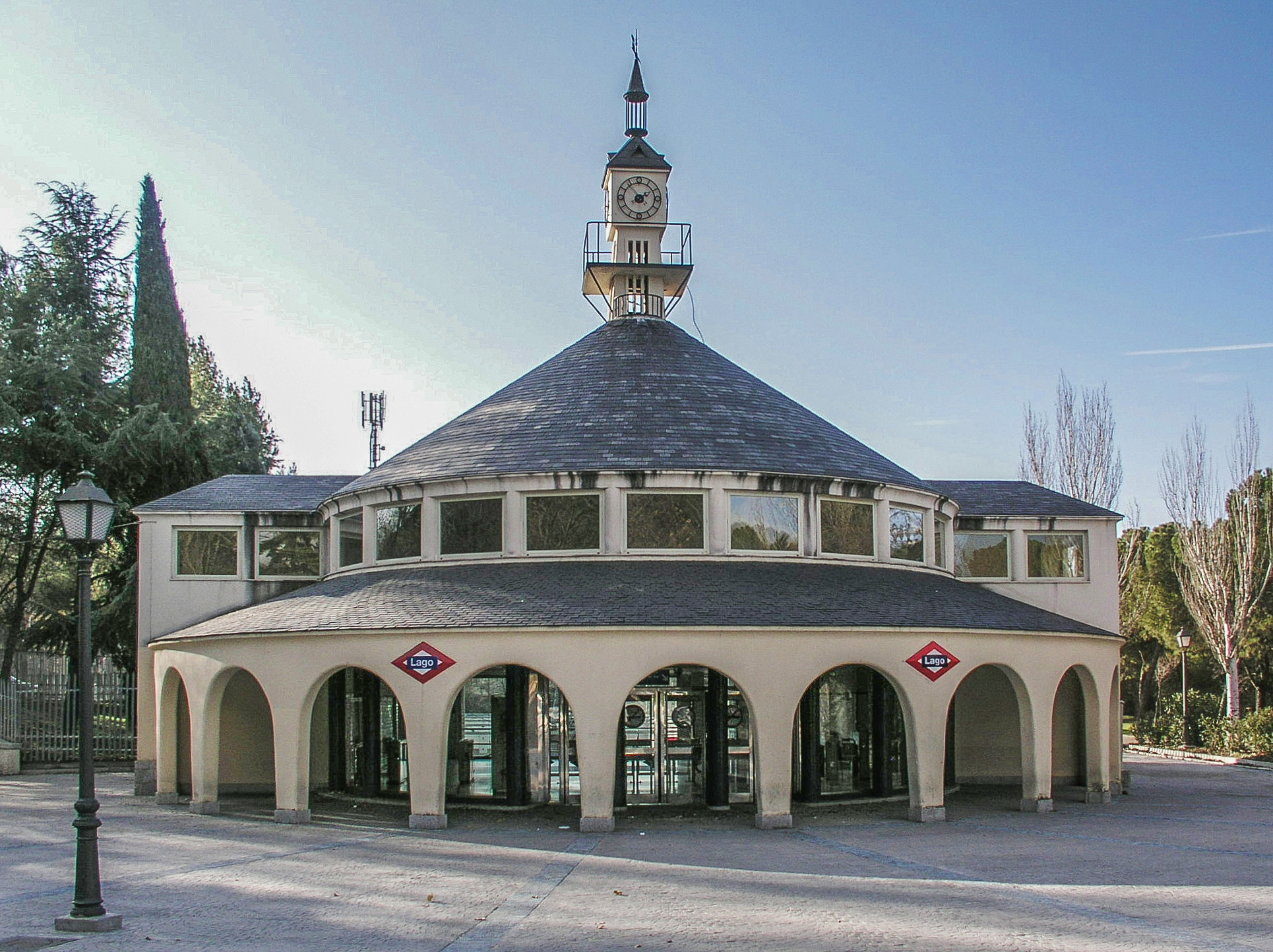
Estación de metro de Lago

## Acceso y transportes
- Andando o en bicicleta, se puede acceder por 11 puertas: las del Río o del Rey y la de Moreras al este; las del Batán, de la Venta, de Dante, Grande y del Ángel al sur; y las de Aravaca, de Somosaguas, de Rodajos y del Zarzón al oeste, desde donde también hay entrada por media docena de portillos.

- Las líneas de autobús que dan acceso al parque son: por el sur 25, 31, 33, 36, 39, 55 y 65; por el este 41 y 75; y por el norte 160 y 161.

- Mediante Metro se puede llegar por la línea 5 (estación de Casa de Campo) y por la línea 10 (estaciones de Lago, Batán y Casa de Campo).

- La circulación con automóviles solo se permite, accediendo por la avenida de Portugal, para llegar a los aparcamientos situados junto al Parque de Atracciones, el zoológico, la terminal del Funicular, la zona del lago y algunas instalaciones deportivas. Estos accesos abren desde las 6:00 hasta las 0:30 o 1:00, cuando finaliza la actividad en los quioscos y en el Parque de Atracciones.